# Kartoffel

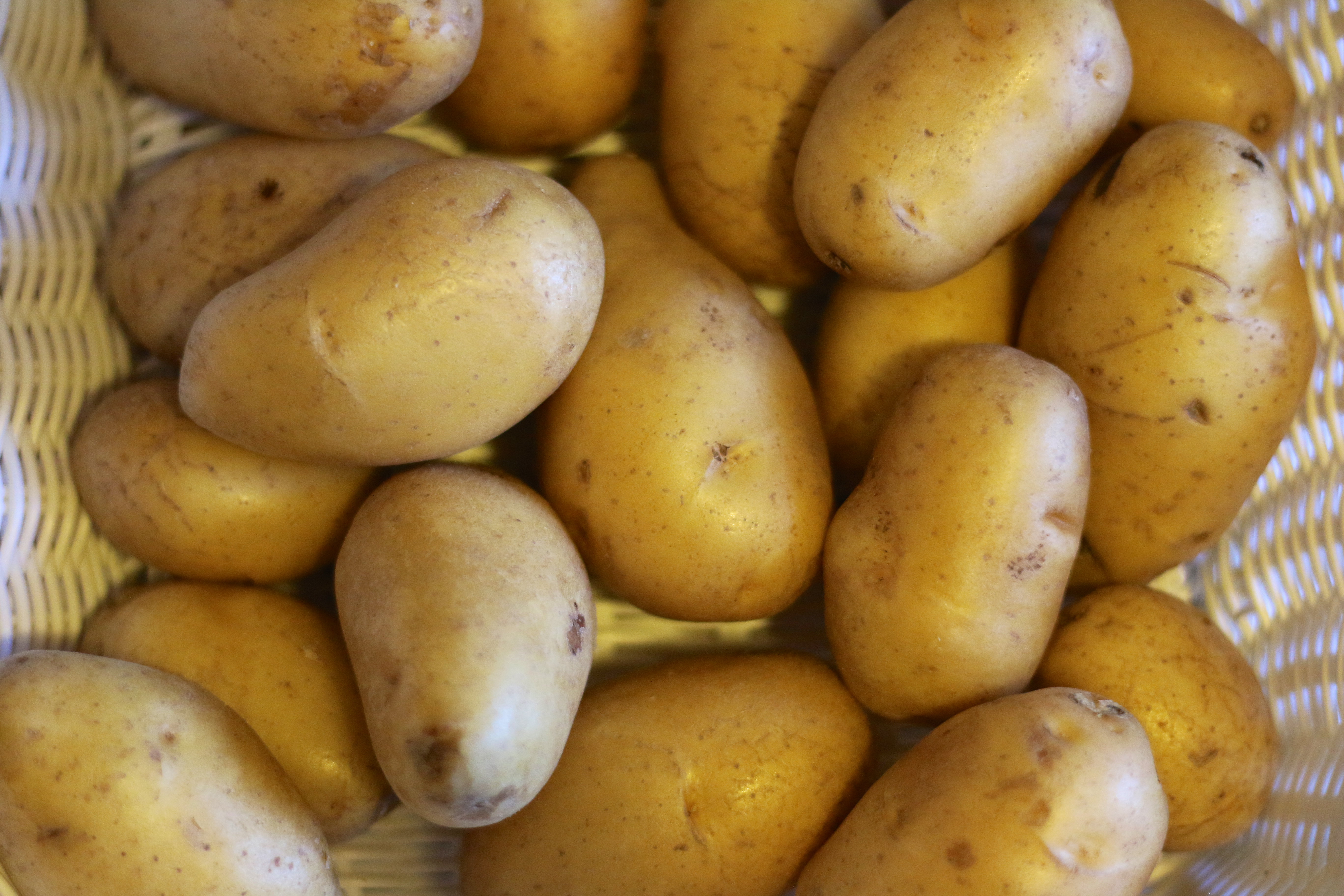
Kartoffeln (Sprossknollen (Rhizom), unterirdisch) Sorte Nicola

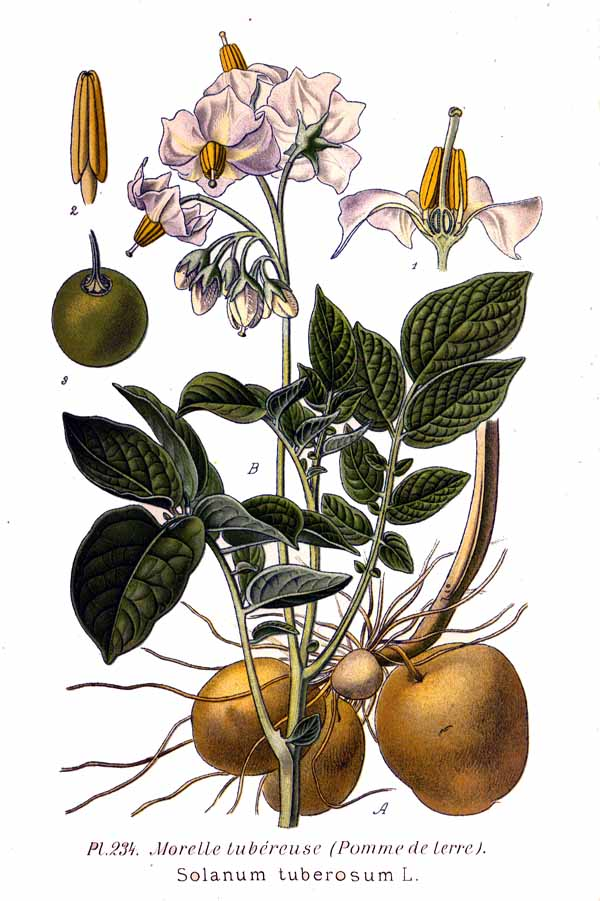
Illustration

Die Kartoffel (Solanum tuberosum), in Teilen Deutschlands, Österreichs und der Schweiz auch als Erdapfel, Erdbirne, Grundbirne, Potaten (nur im Plural), Tüffke und unter weiteren Regionalnamen bekannt, ist eine Nutzpflanze aus der Familie der Nachtschattengewächse (Solanaceae). Im allgemeinen Sprachgebrauch werden mit Kartoffeln meist die im Boden heranwachsenden Knollen bezeichnet, mit denen die Pflanze sich vegetativ vermehrt und welche als einzige Pflanzenteile essbar sind, da sie wenig Solanin enthalten.
Das Wort Kartoffel (im 17. Jahrhundert noch Tartuffel) leitet sich von tartufolo ab, dem italienischen Wort für Trüffel, das wiederum abgeleitet ist von lateinisch terrae tuber („Erdknolle“). Die nur entfernt verwandte Süßkartoffel (Ipomoea batatas) bekam ihren Namen wegen der ähnlichen Verwendung und des ähnlichen Aussehens der Knollen.
Die Samen werden in tomatenähnlichen Beeren gebildet, welche, wie alle grünen Teile der Pflanze und die Keime der Knolle, für Menschen leicht giftig sind.
Weltweit werden jährlich seit 2011 zwischen 350 und 370 Millionen Tonnen Kartoffeln geerntet. Die Kartoffel(knolle) ist eines der wichtigsten Nahrungsmittel der Welt, daneben aber auch Futtermittel und Industrierohstoff. Wegen ihrer überwiegend giftigen Pflanzenteile (alles Grüne und die Keimlinge) wurde die Kartoffel im Jahr 2022 zur Giftpflanze des Jahres gewählt.

## Beschreibung

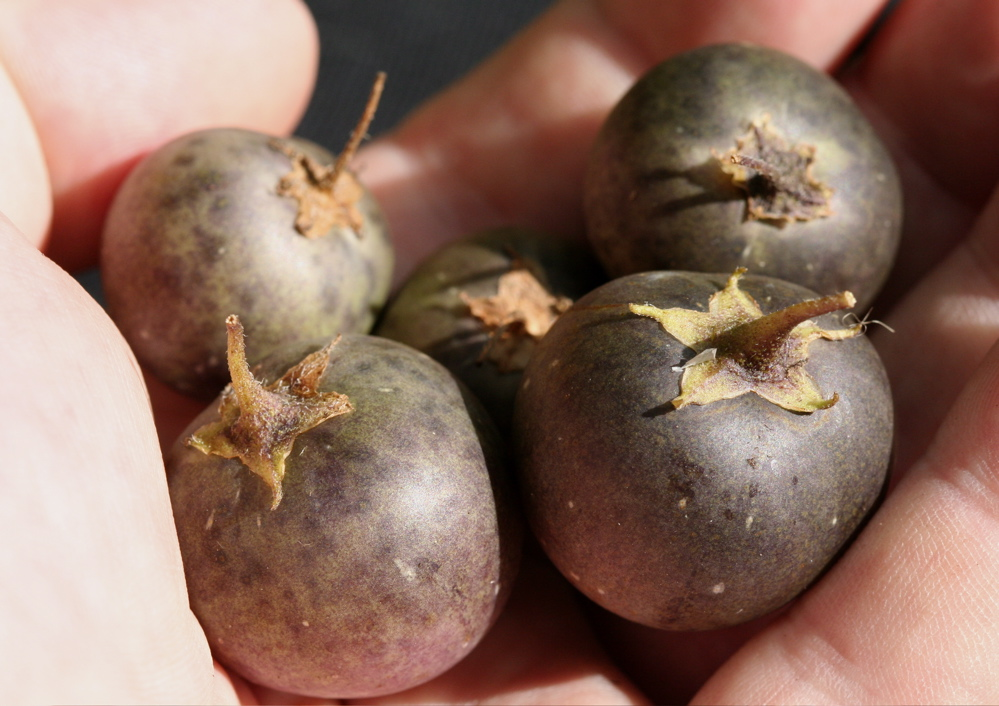
Früchte der Kartoffelpflanze (oberirdisch, giftig)

### Erscheinungsbild und Blatt
Kartoffeln sind aufrecht oder kletternd wachsende, ausdauernde krautige Pflanzen, die Wuchshöhen von über 1 Meter erreichen können. Die Sprossachse ist manchmal vierkantig, teilweise sogar geflügelt. Unterirdisch oder knapp über der Oberfläche bildet die Pflanze knollentragende Stolone aus.
Die wechselständig angeordneten Laubblätter sind in kurzen Blattstiel und Blattspreite gegliedert. Die unpaarig gefiederte Blattspreite ist 10 bis 30 Zentimeter lang und 5 bis 15 Zentimeter breit. Die sich gegenüber oder auch wechselständig stehenden Teilblätter sind leicht bis stark behaart, oft von unterschiedlichster Form und Größe. Die größeren Teilblätter sind zum Teil gestielt und sind bei einer Länge von 2 bis 10 Zentimetern sowie einer Breite von 1 bis 6 Zentimetern eiförmig bis länglich-eiförmig mit etwas herzförmiger Basis sowie spitzem bis zugespitztem oberen Ende. Die kleineren Teilblätter sind bei einem Durchmesser von 2 bis 15 Millimetern breit-eiförmig bis kreisförmig und besitzen eine Basis, die mehr herzförmig ist, ein stumpferes oberes Ende. Die Teilblätter sind mehr oder weniger dicht flaumig behaart.

### Blütenstand und Blüte
Die Blüten stehen in trugdoldenförmigen Blütenständen. Die Blütenstandsschäfte sind 5 bis 15 Zentimeter lang und behaart. Die Blütenstiele sind ebenfalls behaart und 3 bis 35 Millimeter lang.
Die zwittrigen Blüten sind radiärsymmetrisch und fünfzählig mit doppelter Blütenhülle. Der Blütenkelch ist bei einem Durchmesser von 1,5 bis 2 Zentimetern glockenförmig und fünflappig. Die Kelchlappen sind spitz bis stark zugespitzt. Die Kronblätter sind weiß bis blau, die Krone ist doppelt so lang wie der Kelch und hat einen Durchmesser von 3,5 bis 4 Zentimeter. Die gelben Staubbeutel stehen frei, aufrecht und porig.

### Frucht und Samenknollen
Die Frucht ist eine gelblich-grüne, zweikammerige Beere mit vielen Samen, die aufgrund des enthaltenen Solanins nicht für den menschlichen Verzehr geeignet ist.

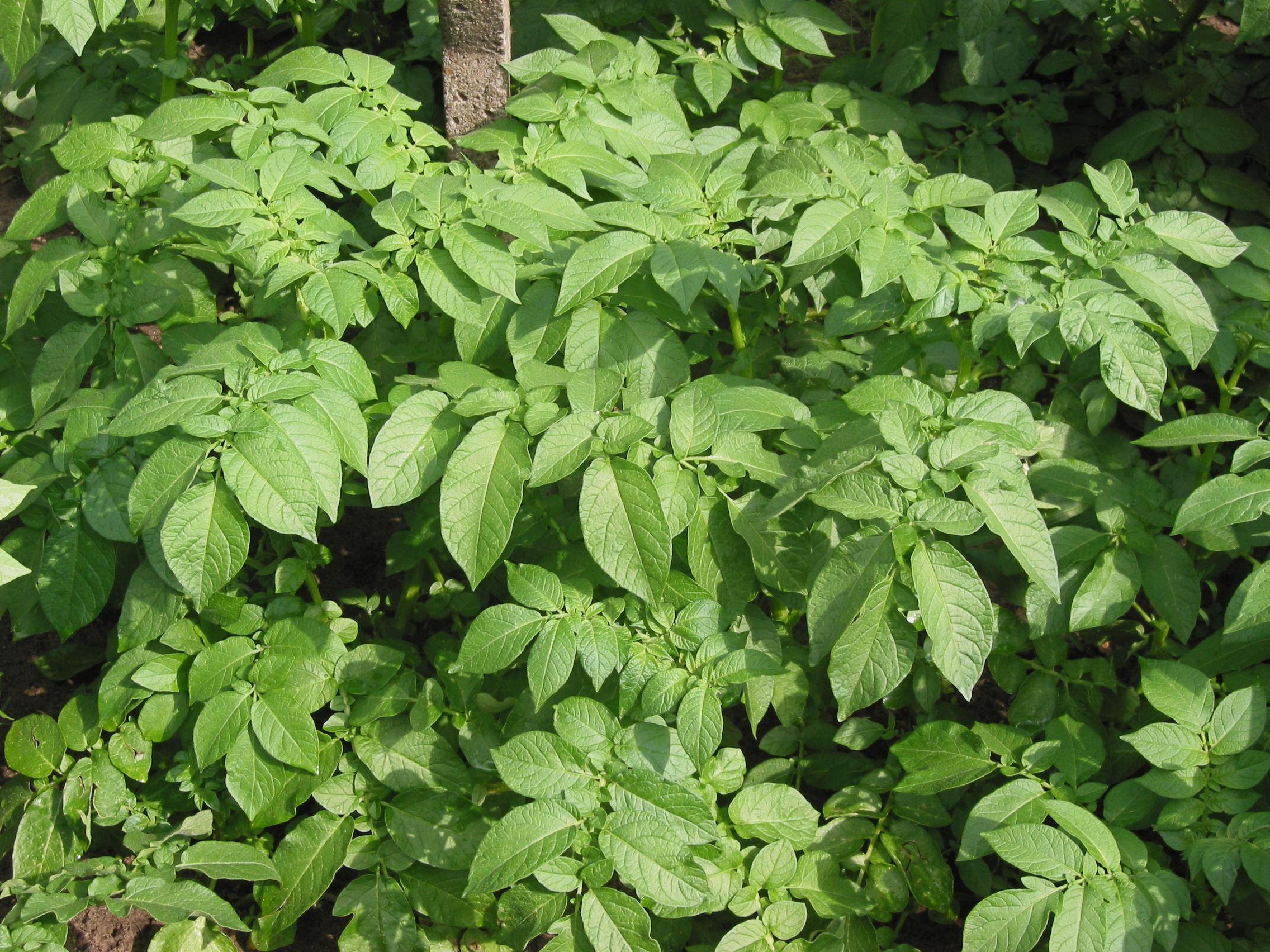
Habitus
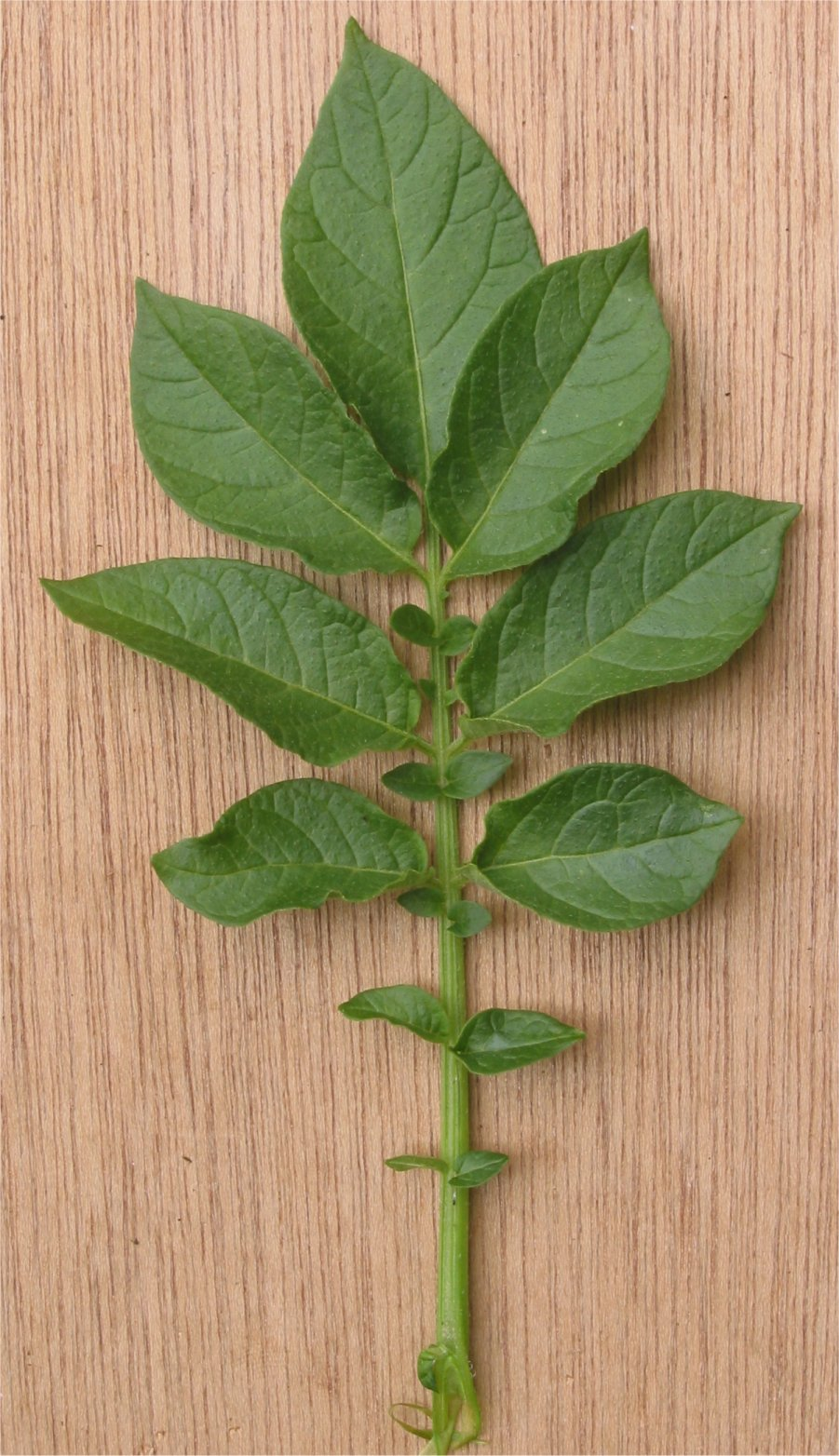
Gefiedertes Laubblatt
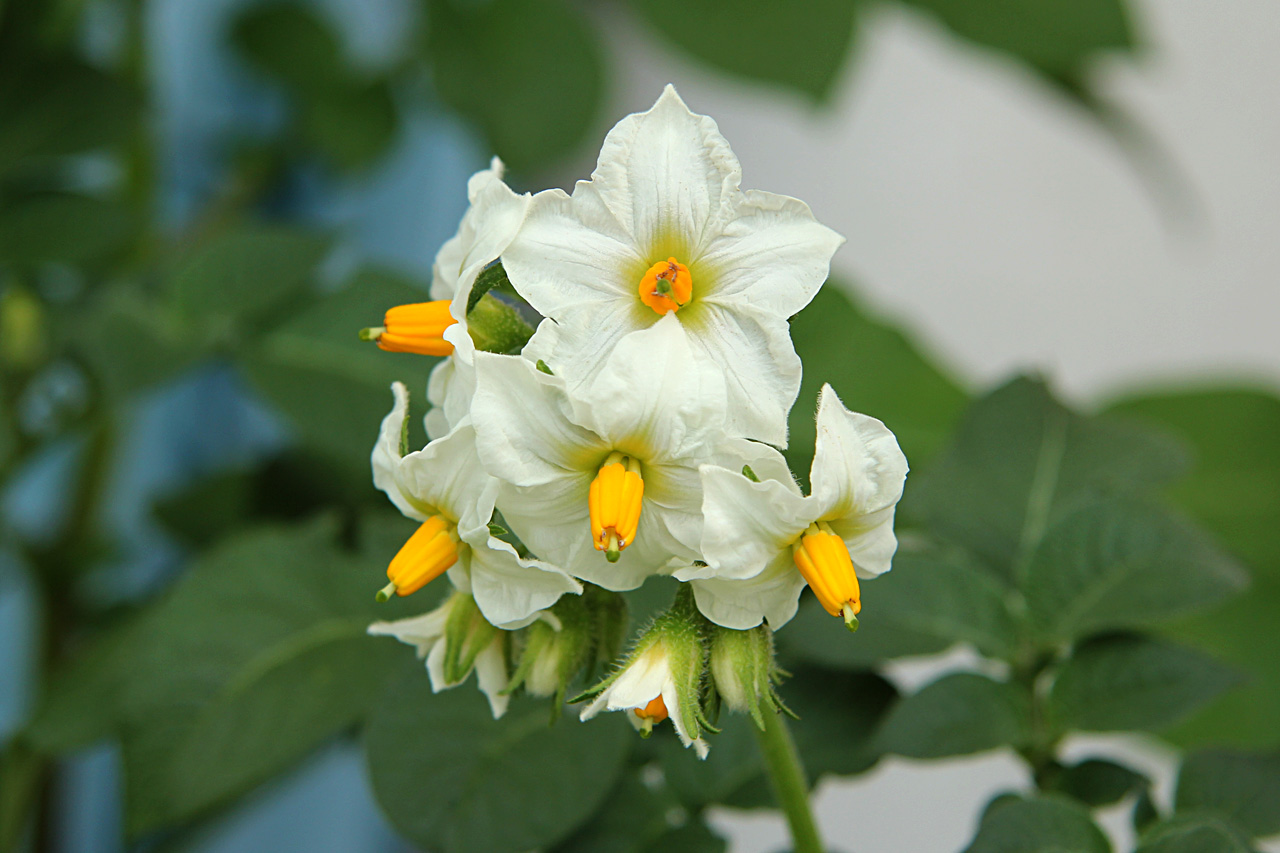
Blüten
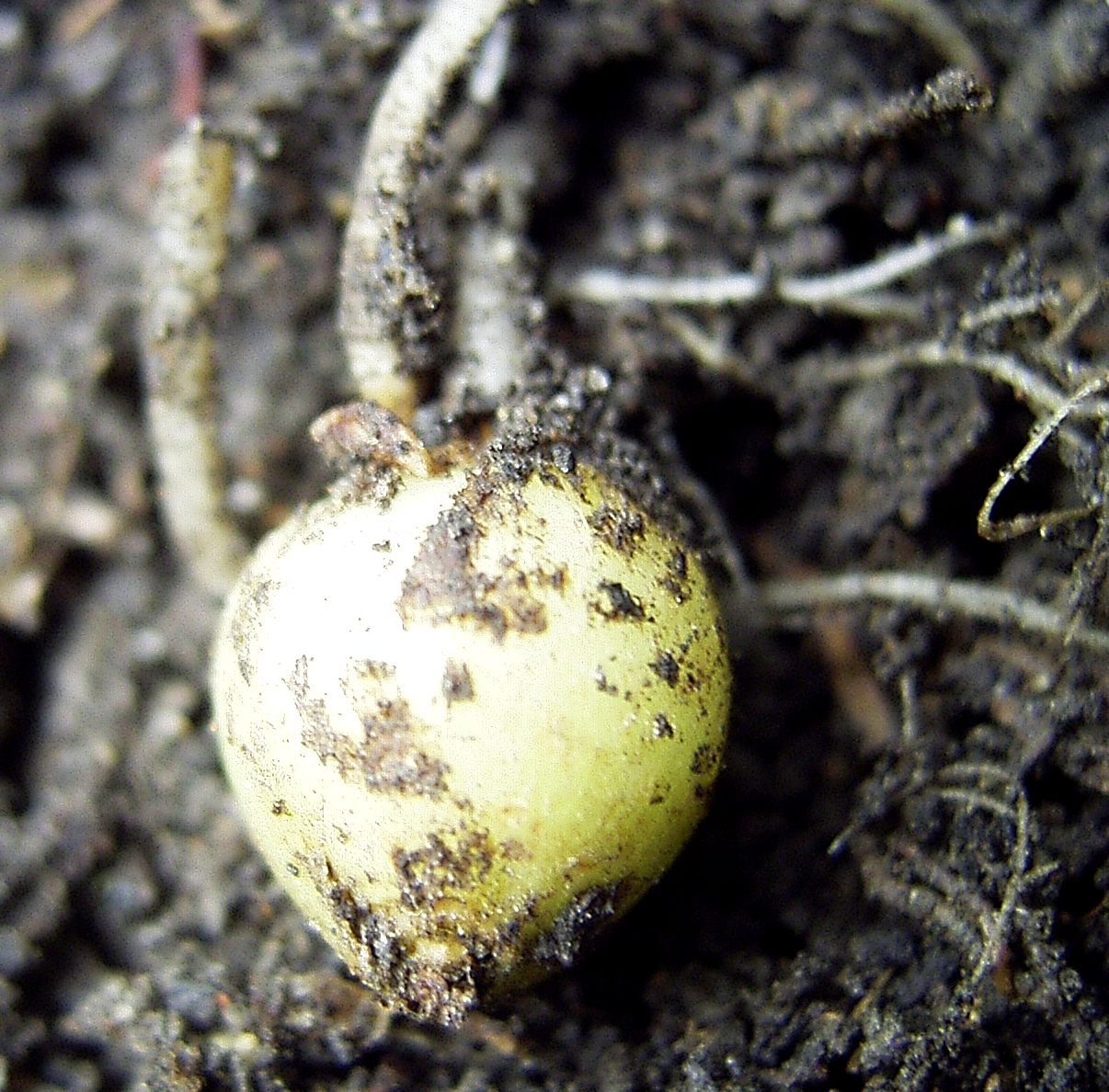
Junge Knolle am Stolo
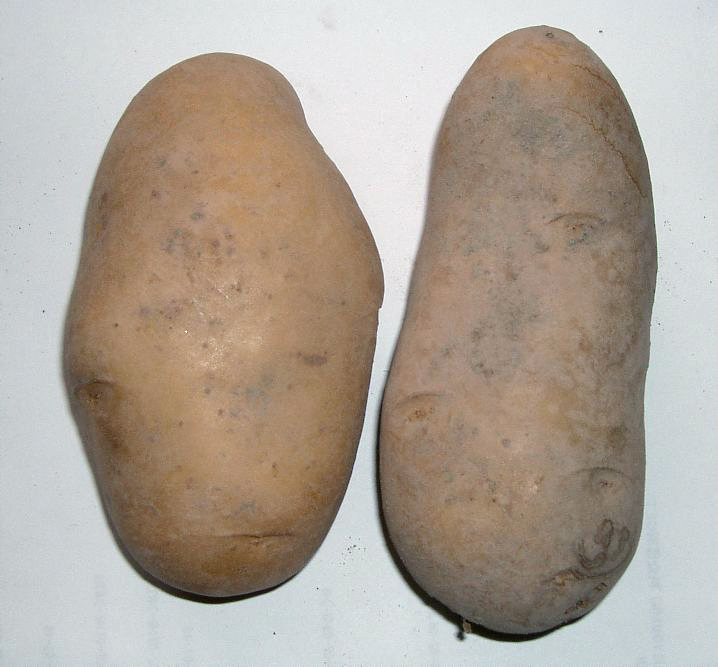
Kartoffelknollen
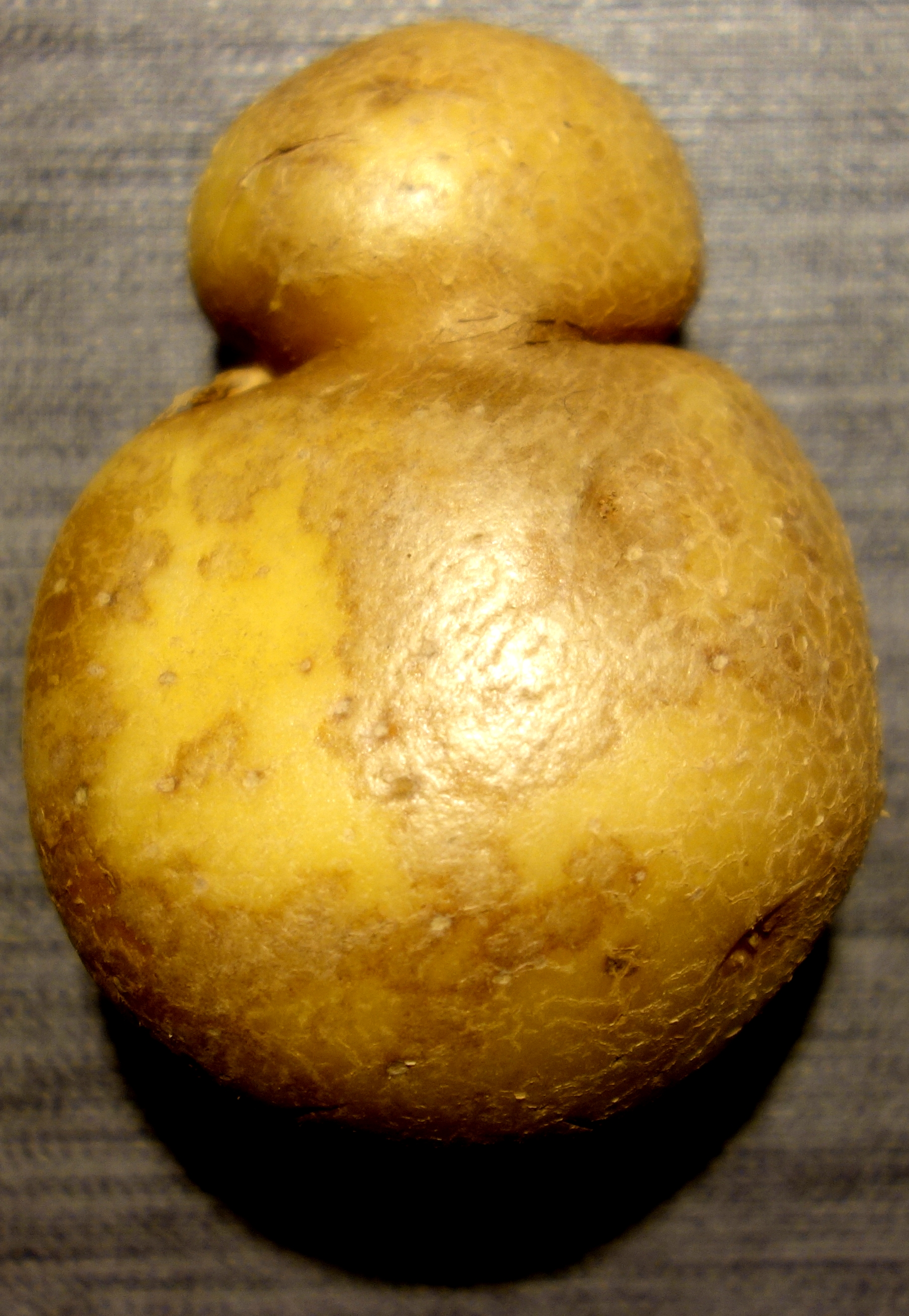
Besondere Wuchsform einer Kartoffelknolle

## Ontogenese

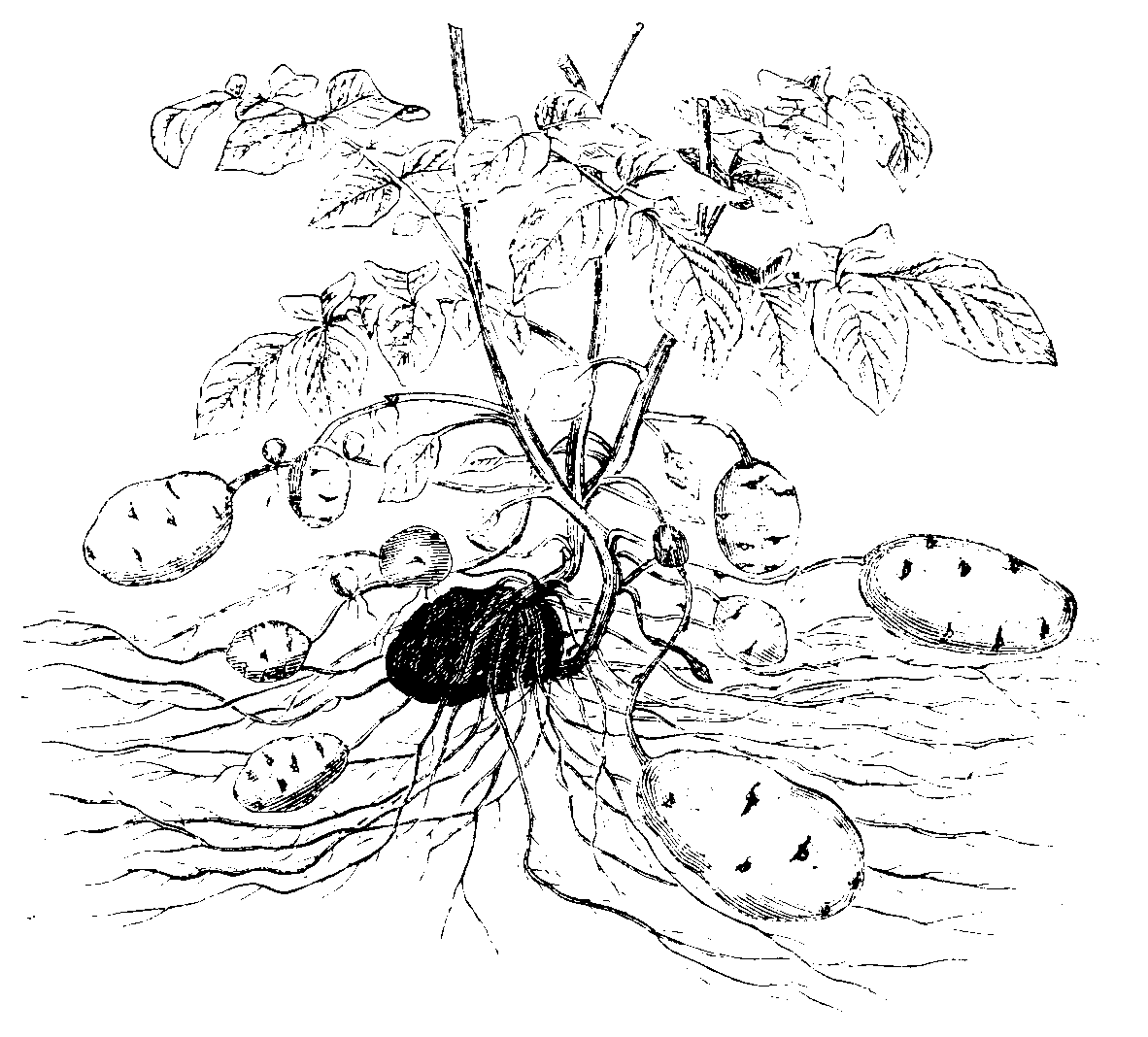
Unterer Teil einer Pflanze, die Mutterknolle ist dunkel gezeichnet.

Die Keimung erfolgt epigäisch. Am Beginn treten nur die Wurzelanlage und das Hypokotyl aus der Samenschale hervor, während die Keimblätter zunächst noch in ihr verbleiben. Erst später verlassen auch sie die Samenschale, ergrünen und werden zu den ersten Assimilationsorganen. Die zunächst gebildeten Primärblätter sind noch einfacher gebaut als die später gefiederten Folgeblätter.
An den basalen Teilen des Sprosses treiben Achselknospen aus, die in den Boden eindringen und dort waagrecht (plagiotrop) ausläuferartig weiterwachsen und zu den Stolonen werden. Anstatt Laubblättern tragen sie Schuppenblätter. Die Enden dieser Ausläufer verdicken sich und wandeln sich in die Knollen um. Es handelt sich hierbei um ein primäres Dickenwachstum. Es sind also Sprossknollen. Die Knolle besitzt nur kleine, schuppenartige Blätter, die jedoch hinfällig sind, also früh abfallen. In den Achseln der Blattnarben sitzen die Knospen (hier Augen genannt), aus denen die Knolle nach der Ruhephase wieder austreibt. Die Knolle ist polar differenziert: Die Basis, das der Mutterpflanze zugewendete Ende, wird Nabelende genannt. Es ist die Ansatzstelle des Ausläufers, der nach Reifung der Knolle zugrunde geht. An der Spitze sitzt die Endknospe in einer grubenartigen Vertiefung. Beim Wiederaustrieb wächst bevorzugt die Endknospe aus, die dann senkrecht (orthotrop) wachsend einen Luftspross bildet.
In den grünen Pflanzenteilen der Kartoffel konzentrieren sich Alkaloide, unter anderen Solanin, die eine natürliche Abwehrbarriere zum Beispiel gegen Bakterien und Insekten bilden. Aus diesem Grund sind Kartoffeln, die im Licht gelagert grün geworden sind, nicht mehr genießbar.

## Systematik
Solanum tuberosum gehört innerhalb der Gattung der Nachtschatten (Solanum) zur Untergattung Potatoe und wird in die Sektion Petota eingeordnet. Zu dieser Sektion gehören schätzungsweise 190 Arten, von denen viele Wildarten sind (ebenfalls knollentragend). Zudem existiert eine große Anzahl an südamerikanischen Landsorten, die zum Teil mit zu Solanum tuberosum gerechnet werden, andererseits jedoch auch in bis zu 21 eigene Arten aufgeteilt werden. Die nächsten wilden Verwandten der kultivierten Kartoffel werden im Solanum brevicaule-Komplex zusammengefasst. Aufgrund phylogenetischer Untersuchungen konnte die Herkunft der südamerikanischen Landsorten und damit auch der kultivierten Kartoffel auf die südperuanische Art Solanum bukasovii aus dem Solanum brevicaule-Komplex zurückgeführt werden. Die Ergebnisse dieser Untersuchung widerlegten damit die These, dass die kultivierten Kartoffeln mehrere Ursprünge besitzen.

## Genom
Das Potato Genome Sequencing Consortium, ein Team aus 29 Forschungsgruppen aus 14 Ländern, begann im Januar 2006 mit der Arbeit an der Sequenzierung. Am 10. Juli 2011 wurde das Genom der Kartoffel in Nature veröffentlicht. Die 1n = 12 Chromosomen enthalten mehr als 39.000 proteincodierende Gene. Die haploide Chromosomenzahl 12 ist mikroskopisch an den meiotischen Bivalenten zu zählen. Es gibt tausende Kultursorten; die meisten sind nicht mehr Diplonten (2n = 24), sondern haben durch züchterische Auswahl einen tetraploiden Chromosomensatz, nämlich 2n = 4x = 48.
Die Kenntnis der DNA-Sequenz soll es Züchtern ermöglichen, Ertrag, Qualität, Nährwert und Krankheitsresistenz zu verbessern. Auch soll die Zeit für die Gewinnung neuer Sorten (derzeit 10–12 Jahre) verkürzt werden. Eine wichtige Entdeckung sind über 800 Krankheitsresistenzgene, von denen jedes potenziell zur Bekämpfung bedeutender Krankheiten wie des Befalls mit Goldnematoden oder der Kartoffelfäule eingesetzt werden kann.
Die wichtigste Entdeckung der Kartoffelgenforschung ist die Klärung der lange ungelösten Herkunftsfrage knollentragender Kartoffelpflanzen. Durch die Gensequenzierung konnte plausibel gemacht werden, dass die moderne Kartoffel vor etwa neun Millionen Jahren aus einer Kreuzung zwischen Tomatenpflanzen und kartoffelähnlichen (aber nicht knollentragenden) Gewächsen in Südamerika hervorgegangen ist. Bereits bekannt war, dass die drei Sektionen Petota, Etuberosum und Tomato aus der Untergattung Potatoe innerhalb der Gattung Nachtschatten (Solanum) eng miteinander verwandt sind, aber dass die Kartoffel durch Hybridisierung entstanden ist, gilt als Überraschung. Es zeigte sich, dass eine Schwesterbeziehung zwischen den Sektionen Petota und Tomato, die bislang angenommen wurde, unwahrscheinlich ist; auch eine Schwesterbeziehung zu Etuberosum kommt nicht in Frage. Vielmehr stellte sich heraus, dass Tomato und Etuberosum die mutmaßlichen Elternpflanzen von Petota sind. Nachdem sich Vertreter dieser Gruppen gekreuzt hatten, begann die daraus hervorgehende Hybridpflanze damit, Knollen auszubilden, eine Eigenschaft, über die keine der Elternpflanzen verfügt. Zeitlich fiel das Kreuzungsereignis mit der Auftürmung der Anden zusammen und fand damit in einer Phase statt, in der neue ökologische Lebensräume entstanden. Knollen ermöglichten es den Kartoffelpflanzen, sich ohne Samen oder Bestäubung zu vermehren. Diese durch eine Kombination unterschiedlicher Gene beider Eltern erworbene Eigenschaft trug zur raschen Ausbreitung und Besiedlung ökologischer Nischen bei und führte zu einer explosionsartigen Diversifizierung und Anpassung an unterschiedlichste Lebensräume, zu der die Elternarten nicht in der Lage waren.

## Herkunft

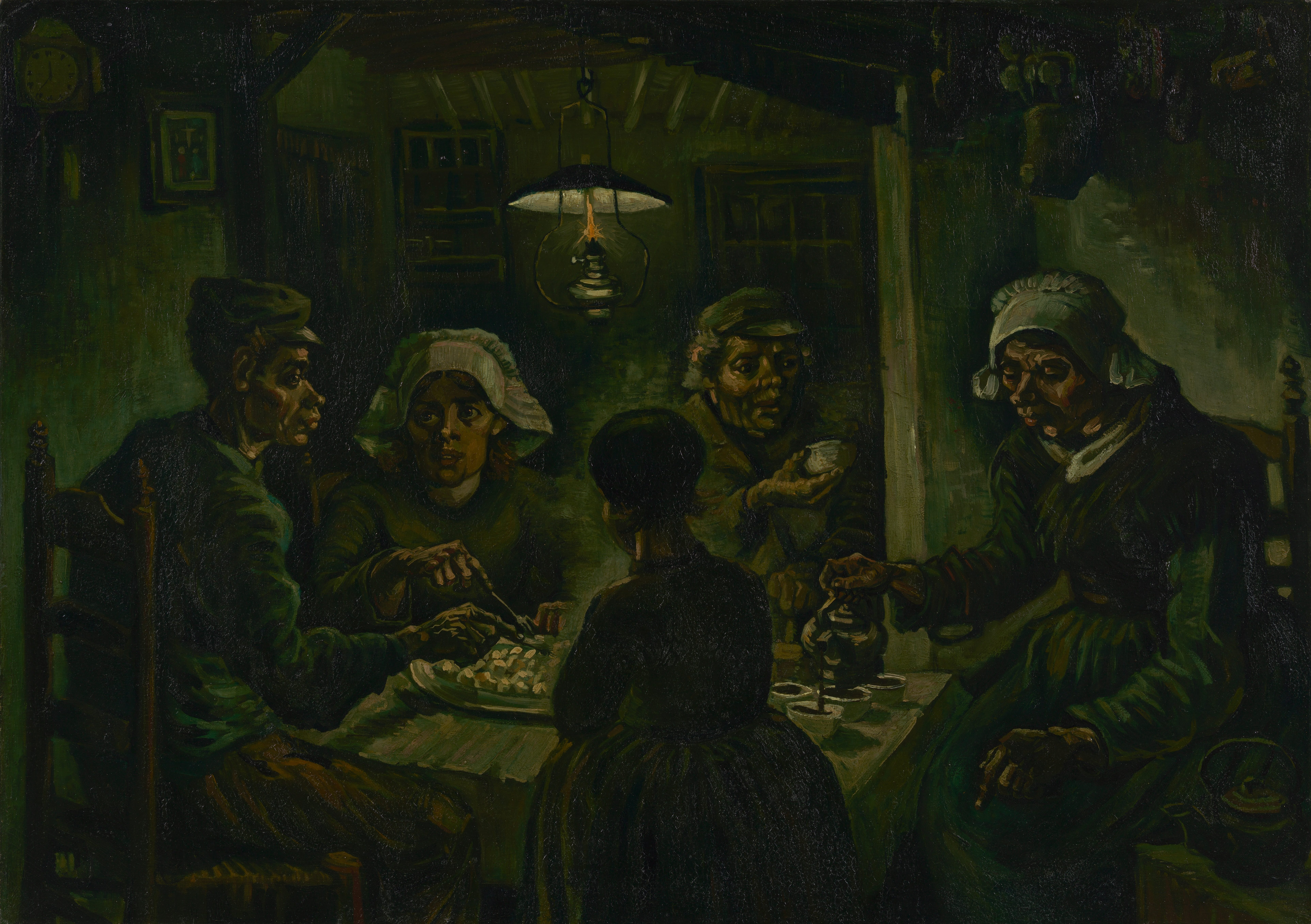
Vincent van Gogh: Die Kartoffelesser, 1885

### Ursprüngliche Herkunft
Die heute kultivierten Kartoffeln stammen von verschiedenen Landsorten ab, die in den Anden vom westlichen Venezuela bis nach Argentinien und der Insel Chiloé bzw. dem Chonos-Archipel im Süden Chiles vorkommen. Auf Chiloé fand man die ältesten bekannten Spuren wilder Kartoffeln, man schätzt ihr Alter auf 13.000 Jahre. Die chilenischen Landsorten stammen ihrerseits jedoch vermutlich von den peruanischen Andensorten (Solanum tuberosum ssp. andigenum (Juz. & Bukasov) Hawkes) ab, die wahrscheinlich nach Hybridisierung mit der Wildart Solanum tarijense entstanden. Diese Wildart ist in Bolivien und Argentinien zu finden. In dem lange Zeit als Ursprungsland der Kartoffel angesehenen Peru gibt es wiederum mehr als 3.000 endemische Kartoffelsorten. Die meisten können nur in den peruanischen Anden angebaut werden, weil sie aufgrund ihrer geologischen und klimatischen Ansprüche in anderen Weltgegenden nicht gedeihen. Der Hauptunterschied der Andenkartoffel zu den in anderen Anbaugebieten kultivierten Sorten besteht darin, dass sie an andere Lichtverhältnisse (Tag- und Nachtzyklus) angepasst ist.

### Kultivierung

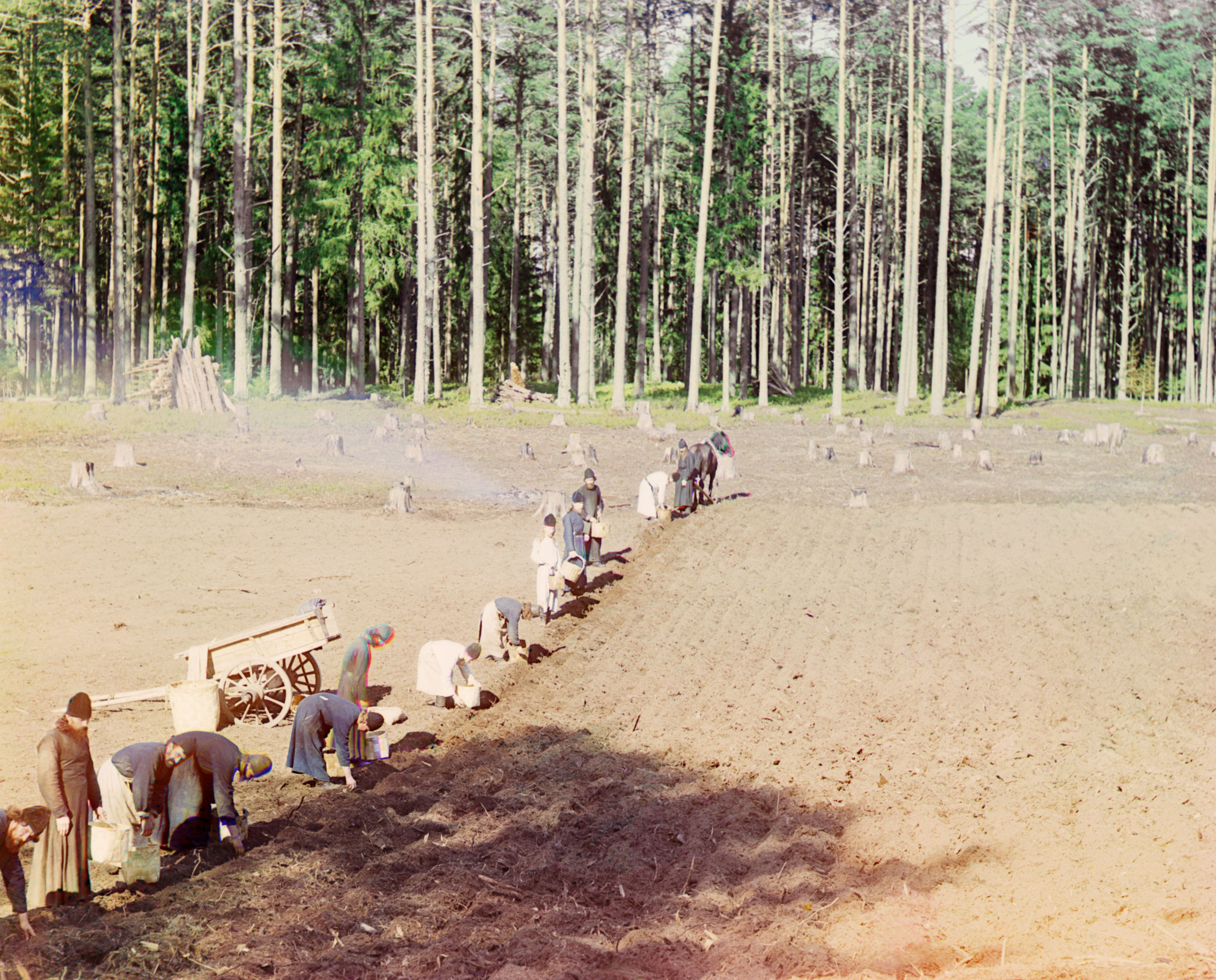
Kartoffelanbau, ca. 1910, Russisches Kaiserreich

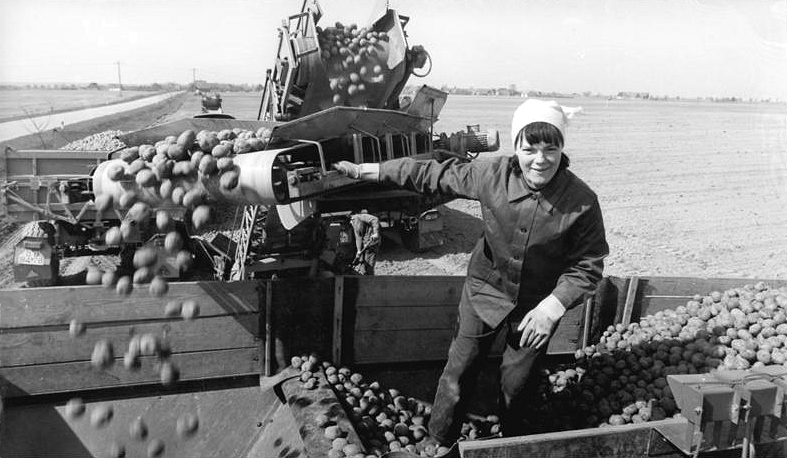
Kartoffelsetzmaschine in der DDR

Von andinen Siedlungskulturen wurde die Kartoffel bereits vor schätzungsweise 8000 Jahren domestiziert. In den Chibcha-Sprachen wurde sie iouza oder iomui genannt; bei den Chono auf Chiloé hieß die Pflanze aquina. Auf Quechua, der Sprache des Inkareiches, setzte sich der Name papa durch, der die vorinkanischen Bezeichnungen bei den von den Inka unterworfenen Völkern ersetzte und sich im Spanischen des gesamten südamerikanischen, karibischen und kanarischen Raums bis heute erhalten hat. Das im heutigen Bolivien gesprochene Aymara verwendete die Bezeichnungen amka und choque; im Atacamagebiet hieß die Kartoffel chusli und auf Mapudungun bei den Mapuche heißt sie poñi (alle Namen in spanischer Schreibweise). Der aus der Kartoffel gewonnene haltbare und leicht zu transportierende Chuño wird als das für die Entwicklung des Andenraums zentrale Lebensmittel beschrieben, das die Entstehung präkolumbischer andiner Hochkulturen wie der von Tiwanaku und der Inka ermöglicht hat.
Wann, wie und durch wen die Kartoffel nach Europa kam, ist nicht genau geklärt. Auf ihrem Weg von Südamerika nach Spanien machte die Kartoffel Zwischenstation auf den (spanischen) Kanarischen Inseln. Dies ist bekannt, weil im November 1567 drei Fässer, die Kartoffeln, Orangen und grüne Zitronen enthielten, von Gran Canaria nach Antwerpen, und im Jahre 1574 zwei Fässer mit Kartoffeln von Teneriffa via Gran Canaria nach Rouen verschifft wurden. Geht man davon aus, dass mindestens fünf Jahre nötig waren, um so viele Kartoffeln zu erhalten, dass sie zum Exportartikel werden konnten, so fand die Einbürgerung der Pflanze auf den Kanaren spätestens 1562 statt.
Der früheste Beleg für die Kartoffel in Spanien findet sich in den Büchern des Hospital de la Sangre in Sevilla, das im Jahre 1573 Kartoffeln eingekauft hat. Man nimmt an, dass die Kartoffel Spanien frühestens 1564/65 und spätestens 1570 erreicht hat, da ansonsten der Botaniker Clusius, der das Land 1564 auf der Suche nach neuen Pflanzen bereiste, sie wohl bemerkt hätte. Von Spanien aus gelangte die Kartoffel nach Italien und breitete sich dann langsam auf dem europäischen Festland aus.
Auf die britischen Inseln soll die Kartoffel ohne den Umweg über Spanien gelangt sein. Wer die Kartoffel dorthin gebracht hat, ist nicht geklärt. Francis Drake war es jedenfalls nicht, wahrscheinlich auch nicht Walter Raleigh oder Thomas Harriot, Namen, die immer wieder in diesem Zusammenhang genannt werden. Erstmals belegt ist die Kartoffel in England im 1596 in London erschienenen Katalog der Pflanzen, die der Botaniker John Gerard in seinem Garten in Holborn züchtete. Im gleichen Jahr verlieh Caspar Bauhin der Kartoffel den wissenschaftlichen Namen Solanum tuberosum.
Nach Europa wurde die Kartoffel vielfach wegen der schönen Blüte und des üppigen Laubes als reine Zierpflanze importiert und als seltene Pflanze in botanische Gärten aufgenommen. Mitte des 17. Jahrhunderts tauchte sie in den Niederlanden, in Italien und in Burgund auf.
In Deutschland sollen die ersten Kartoffeln während der Regierung Ferdinands III. 1647 in Pilgramsreuth im heutigen Oberfranken angebaut worden sein. Im Stift Seitenstetten in Niederösterreich verfasste der Benediktinerabt Caspar Plautz ein Kochbuch mit Kartoffelrezepten, das bereits 1621 in Linz erschien. Als erster deutscher Fürst, der in seinem Land den Kartoffelbau einführte, gilt Christian Ernst, Markgraf von Bayreuth (1644–1712); allerdings fehlte es zur Umsetzung an der Bereitschaft der Bauern. Der Anbau in großem Stil begann um 1600 in Irland, 1684 in Lancashire, 1716 in Sachsen, 1728 in Schottland, 1738 in Preußen, 1760 in Dänemark, 1783 in Frankreich und in der spanischen Levante und 1797 in Kastilien.

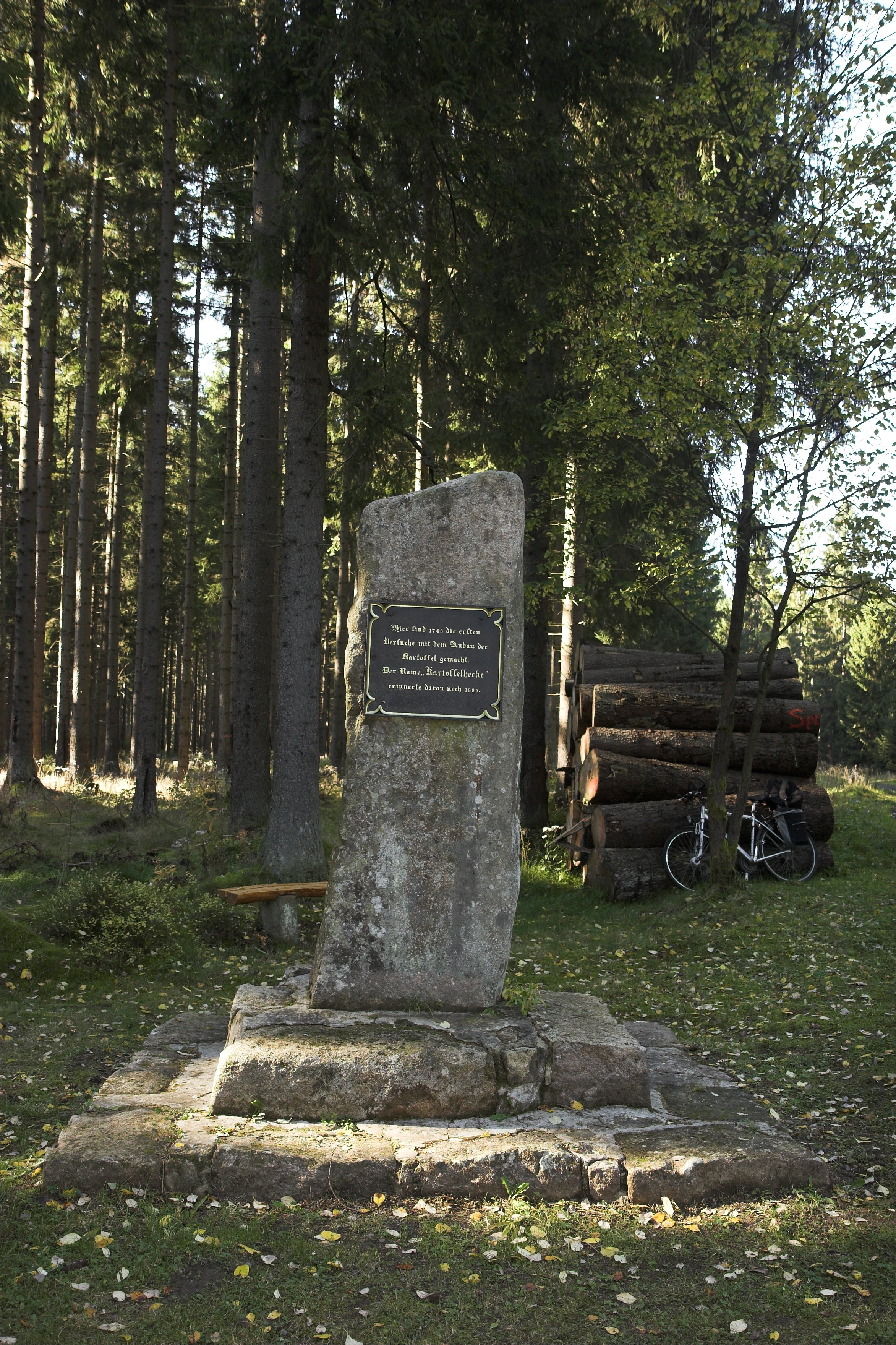
Kartoffeldenkmal bei Braunlage

Über eine Besonderheit der Landwirtschaft wird berichtet: „In den nördlichen Gegenden unseres Braunschweiger Landes soll der Überlieferung nach die Kartoffel zuerst durch die 1748 aus den Niederlanden heimkehrenden Truppen verbreitet sein, indem sie dieselben in ihren Tornistern als Neuheit mitbrachten und ihre Angehörigen zum Anbau derselben bewogen. Vor Wendeburg und Zweidorf erfolgte derselbe noch im Jahre 1748. – In der Stadt Braunschweig werden Erdtuffeln zuerst im Jahre 1753 unter den Gartenfrüchten erwähnt.“ Auf Vorschlag des Hofjägermeisters Georg von Langen und mit herzoglicher Genehmigung vom 3. November 1747 begann im folgenden Jahr 1748 der Kartoffelanbau bei Braunlage im Harz. Leider stellte sich der gewünschte Erfolg nicht ein und 1751 verweigerten die dortigen Bauern den weiteren Anbau. Immerhin erinnert im Wald (Forstort Brandhai) südlich von Braunlage das etwa zwei Meter hohe Kartoffeldenkmal, ein aufrecht stehender Stein mit Inschrifttafel, an diese Neuerung. Die Inschrift lautet: „Hier sind 1748 die ersten Versuche mit dem Anbau der Kartoffel gemacht. Der Name ‚Kartoffelhecke‘ erinnerte daran noch 1885“.
Außerhalb tropischer, arktischer und subarktischer Klimazonen wird die Kartoffel heute weltweit angebaut. Nachdem sich ihre Kultur in Europa durchgesetzt hatte und die Kartoffel zu einem Grundnahrungsmittel geworden war, brachten Europäer sie überall mit, wo sie später Fuß fassten. Im Einzelhandel werden neben den einheimischen Kartoffeln auch solche aus Sizilien, von den Kanarischen Inseln, aus Ägypten oder aus Südafrika angeboten. Auf Teneriffa oder auf Madeira wachsen Kartoffeln unter Palmen und neben Bananengärten. Dort sind zwei Ernten im Jahr möglich, der Export erfolgt vornehmlich in die Staaten der Europäischen Union. Aus Gründen des Ertrags werden Kartoffeln im Alpenraum nur noch selten bis auf 2.000 Meter Höhe angebaut. Eine dieser Anbauinseln ist der Lungau (Österreich), wo unter der Bezeichnung Lungauer Eachtling auf 150 ha verschiedene Sorten angebaut werden.

### Biotechnologie
Die Stärke der transgenen Kartoffelsorte Amflora besteht durch Ausschalten der Amylose-Synthese mit Antisense-RNA fast ausschließlich aus Amylopektin und ist somit für industrielle Anwendungen geeignet. Amflora wurde im März 2010 zum Anbau zugelassen, die Genehmigung wurde jedoch inzwischen wieder zurückgezogen. Parallel dazu hat das Fraunhofer-Institut für Molekularbiologie und Angewandte Oekologie (IME) mit dem TILLING-Verfahren eine Kartoffelsorte gezüchtet, die als Stärke ausschließlich Amylopektin enthält. Dieses Verfahren kommt ohne Gentechnik aus, so dass es sich um eine konventionelle Kartoffel handelt.
Von besonderer Bedeutung sind Kartoffelsorten, die gegen Krautfäule resistent sind. Zunächst wurde die Kartoffel Fortuna entwickelt, die aber als transgene Pflanze fremde DNA enthält und sich somit nicht durchsetzen konnte. In der Folge wurden Kartoffeln hergestellt, in die Resistenzgene aus Wildkartoffeln eingefügt wurden. Sie enthalten keine Fremdgene und werden als cisgene Kartoffeln bezeichnet. Da sie nur Gene aus der Kartoffel enthalten, ist ein Auskreuzen von Transgenen auf andere Kartoffelpflanzen unmöglich. Somit ist die Koexistenz kein Problem. Diese cisgenen Kartoffeln können Kartoffelsorten, in die durch konventionelle Züchtung Resistenzgene eingebracht werden, gleichgesetzt werden. Dazu gehört zum Beispiel die Kartoffelsorte Bionica, die für den biologischen Landbau entwickelt wurde. Die cisgenen Kartoffeln sind aber für den Anbau in Europa nicht zugelassen, da sie als GVO eingestuft werden. Diese Einschränkung des Anbaus cisgener Kartoffeln ist zurzeit sehr umstritten. Im Jahr 2017 ist in den USA die cisgene Kartoffel Innate® (2. Generation) für den Anbau und Verzehr zugelassen worden. Neben der Resistenz gegen die Krautfäule ist diese Kartoffel weniger anfällig gegen Druckflecken und Qualitätseinbuße bei Lagerung in der Kälte. Zusätzlich enthält sie weniger Asparagin, so dass beim starken Erhitzen weniger giftiges Acrylamid entsteht. Alle diese vier neuen Eigenschaften wurden ohne Einführen von Fremd-DNA erhalten.
Weltweit sind im August 2017 47 unterschiedliche gentechnisch veränderte Kartoffelsorten zum Anbau und Verkauf zugelassen. Der Anbau ist mit weniger als 0,01 % der Gesamtfläche an transgenem Anbau auch in den USA sehr bescheiden.

## Kartoffelanbau

### Wirtschaftliche Bedeutung

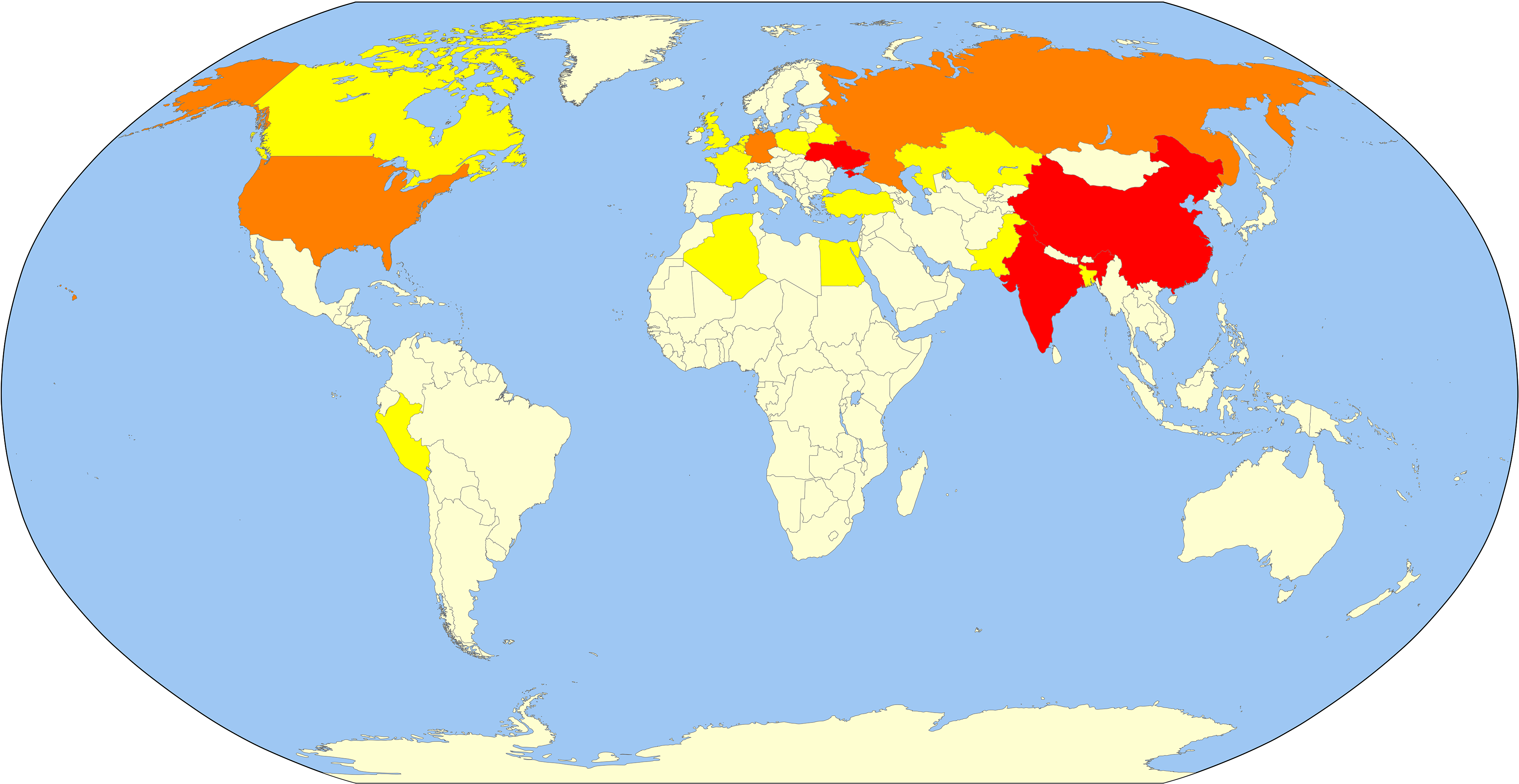
Über 81 % der Welternte von Kartoffeln wurden 2023 von 20 Staaten erbracht

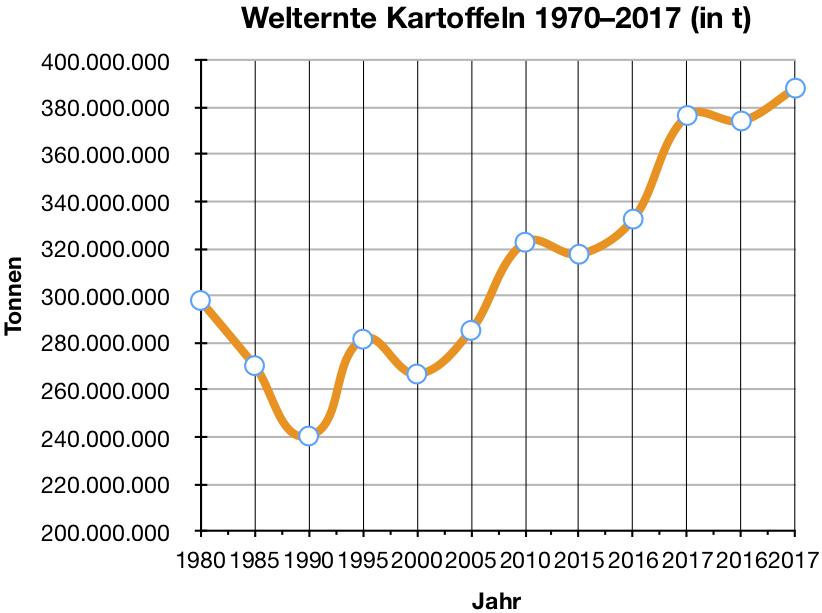
Welternte Kartoffeln 1970–2017, Quelle FAOSTAT

Laut der Ernährungs- und Landwirtschaftsorganisation FAO betrug im Jahr 2023 die Weltproduktion 383 Millionen Tonnen Kartoffeln. Die gesamte Anbaufläche betrug 16,8 Mio. Hektar. Der durchschnittliche Ertrag lag bei 22,8 t/ha. Die nachfolgende Tabelle gibt eine Übersicht über die 20 wichtigsten Anbauländer von Kartoffeln, die insgesamt 81,3 % der weltweiten Gesamtmenge produzierten.
| Rang | Land                | Menge (in t) |    | Rang                   | Land        | Menge (in t) |
| ---- | ------------------- | ------------ | -- | ---------------------- | ----------- | ------------ |
| 1    | Volksrepublik China | 93.430.000   | 11 | Kanada                 | 6.543.393   |              |
| 2    | Indien              | 60.142.000   | 12 | Niederlande            | 6.491.890   |              |
| 3    | Ukraine             | 21.358.630   | 13 | Türkei                 | 5.700.000   |              |
| 4    | Vereinigte Staaten  | 19.992.090   | 14 | Polen                  | 5.590.030   |              |
| 5    | Russland            | 19.374.441   | 15 | Peru                   | 5.445.216   |              |
| 6    | Deutschland         | 11.607.300   | 16 | Vereinigtes Königreich | 4.703.724   |              |
| 7    | Bangladesch         | 10.431.736   | 17 | Algerien               | 4.632.152   |              |
| 8    | Frankreich          | 8.606.490    | 18 | Brasilien              | 4.188.704   |              |
| 9    | Pakistan            | 8.319.767    | 19 | Belgien                | 4.021.930   |              |
| 10   | Ägypten             | 6.869.331    | 20 | Belarus                | 4.020.846   |              |
|      |                     |              |    | Summe Top Zwanzig      | 311.469.669 |              |

Zum Vergleich: Im Jahr 2023 wurden in Österreich 594.040 t und in der Schweiz 360.394 t geerntet.
Die nachfolgende Tabelle gibt eine Übersicht über die zehn wichtigsten Exportländer von Kartoffeln nach Tonnen.
| Rang | Land                | Wert (in t) |
| ---- | ------------------- | ----------- |
| 1    | Frankreich          | 2.875.908   |
| 2    | Niederlande         | 2.519.573   |
| 3    | Deutschland         | 2.142.387   |
| 4    | Belgien             | 1.083.289   |
| 5    | Pakistan            | 925.638     |
| 6    | Ägypten             | 847.180     |
| 7    | Kanada              | 645.108     |
| 8    | Vereinigte Staaten  | 549.920     |
| 9    | Volksrepublik China | 451.825     |
| 10   | Indien              | 441.906     |
|      | Welt                | 15.825.122  |

### Fläche, Ertrag und Handel in Deutschland
In Deutschland lag die durchschnittliche Anbaufläche von dem Jahr 2000 bis 2019 laut FAO bei etwa 265.000 ha. 2019 lag die Anbaufläche bei 264.700 ha. Seit dem Jahr 2000 (304.380 ha) nahm die Fläche mehr oder weniger kontinuierlich ab und erreichte 2015 einen Tiefpunkt mit 236.700 ha. Seitdem stieg sie wieder deutlich an.(2023: 264.700 ha Der durchschnittliche Hektarertrag lag bei 39,0 t/ha (2023: 43,8 t/ha). Die Erntemenge lag seit Jahren zwischen 10 und 11 Mio. t.
Deutschland ist zudem wichtigstes Importland für Frühkartoffeln, die überwiegend aus Frankreich, Italien und Ägypten kommen. Der Pro-Kopf-Verbrauch lag dort in den Jahren 2012/2013 bei 55,1 kg. Hans-Jürgen Teuteberg versuchte den Pro-Kopf-Verbrauch von Lebensmitteln, darunter Kartoffeln, in Deutschland seit Beginn der Industrialisierung nachzuberechnen.

### Anbaubedingungen

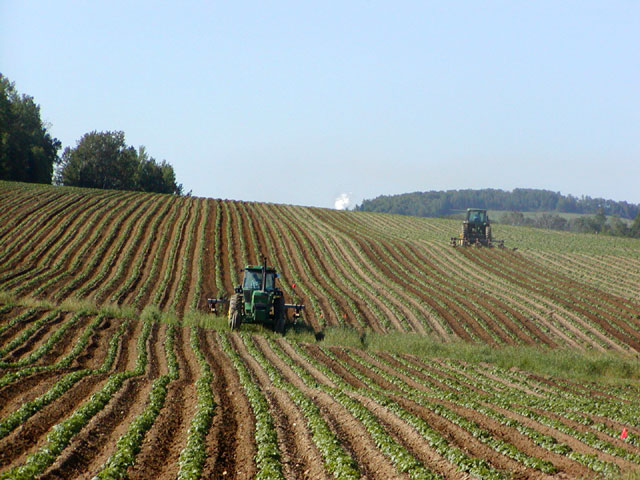
Kartoffelfeld in Maine, USA

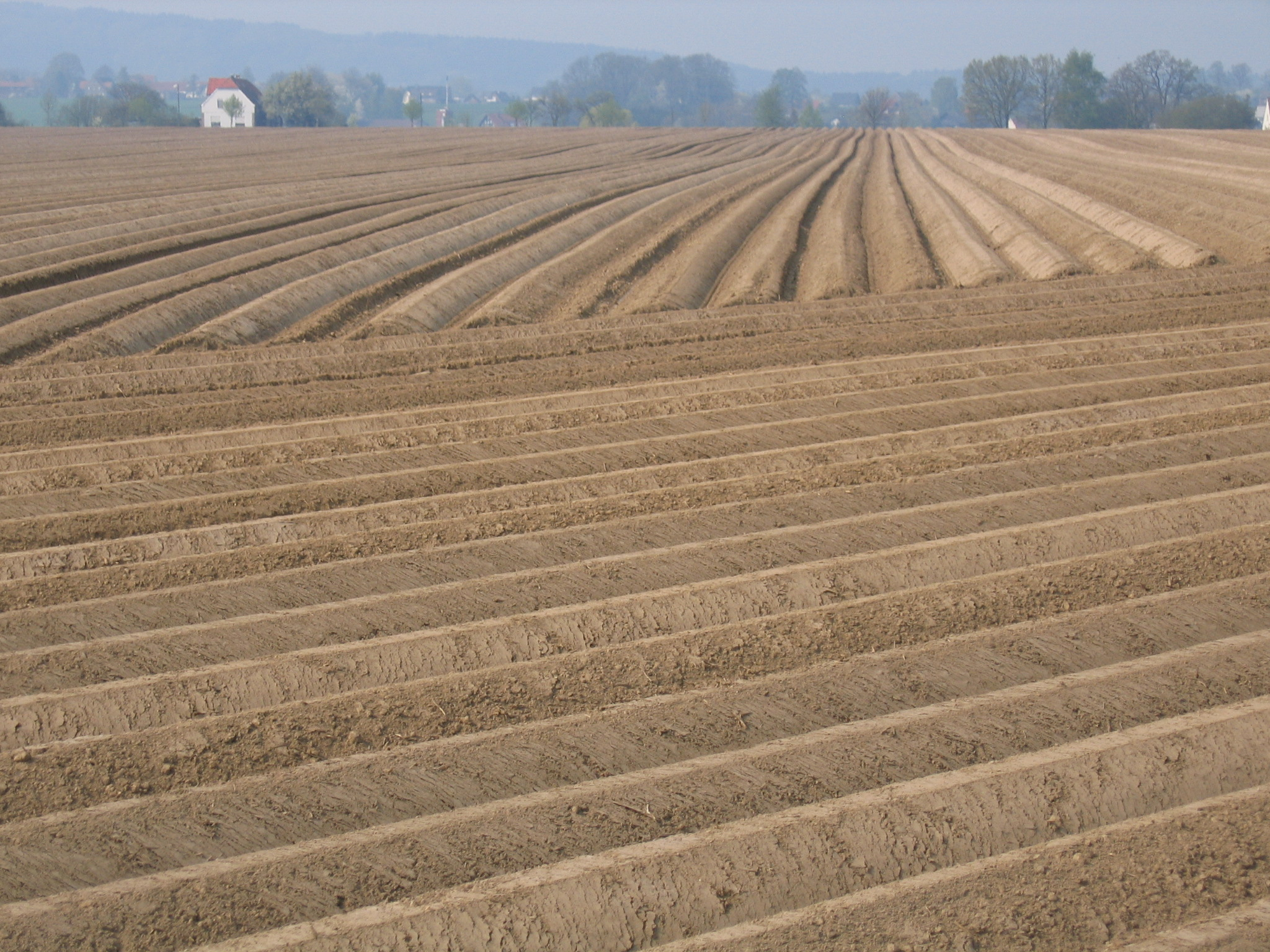
Kartoffelfeld von Gut Böckel in Rödinghausen

Unter guten Anbaubedingungen können von einem Hektar Ackerland in subtropischen Gebieten zwischen 25 und 35 Tonnen geerntet werden, im tropischen Klima erreichen die Ernten 15 bis 25 Tonnen je Hektar.
Für kultivierte Kartoffeln liegen die optimalen Temperaturbedingungen bei einem Tagesmittel zwischen 18 und 20 °C. Um die Knollenbildung zu fördern, ist eine Maximalnachttemperatur von 15 °C erforderlich, für das Knollenwachstum ist eine Bodentemperatur von 15 bis 18 °C optimal. Sinken die Temperaturen unter 10 oder steigen sie über 30 °C, stellt die Pflanze das Wachstum nahezu ein.
Kultivierte Kartoffeln werden in frühe (90 bis 120 Tage), mittlere (120 bis 150 Tage) und späte (150 bis 180 Tage) Sorten unterteilt. Das Setzen der Pflanzkartoffeln setzt eine Bodentemperatur von mindestens 8 °C voraus; die Bodentemperatur darf geringer sein, wenn das Pflanzgut vorgekeimt oder zumindest in Keimstimmung gebracht wurde oder aber die Knollen unter Folie gesetzt werden. Um die Pflanzkartoffeln in Keimstimmung zu bringen, ist eine zwei- bis dreiwöchige Lagerung bei Temperaturen um 10 °C erforderlich oder eine drei- bis viertägige bei Temperaturen um 20 °C. Werden die Pflanzkartoffeln länger als diese Zeiträume bei den genannten Temperaturen gelagert und dem Licht ausgesetzt, so keimen sie vor. Durch das Setzen vorgekeimter oder zumindest in Keimstimmung gebrachter Kartoffeln – bei vorgekeimten Kartoffeln ist eine Keimlänge von 15 bis 20 mm erstrebenswert – lässt sich neben einem frühen Auflaufen und Reihenschluss durch Altersresistenz eine geringere Gefahr bakterieller oder pilzlicher Pflanzenkrankheiten sicherstellen. Wird bei zu kalten Temperaturen gepflanzt, kann sich die Wachstumszeit bis zur Ernte erheblich verlängern. Zum erfolgreichen Anbau früher Kartoffelsorten ist ein Langtag von 15 bis 17 Stunden erforderlich, spätreifende Sorten erzielen sowohl unter Kurztags- als auch Langtagsbedingungen gute Ernten. Siehe dazu Photoperiodismus.
Um die Ausbreitung von Krankheiten und Schädlingen zu unterbinden, wird empfohlen, ein Feld nur alle drei Jahre mit Kartoffeln zu bestellen. Der pH-Wert des Bodens sollte zwischen 5 und 6 liegen, der Bedarf an Nährstoffen liegt bei 80 bis 120 kg Stickstoff je Hektar, 50 bis 80 kg Phosphor je Hektar und 125 bis 160 kg Kalium je Hektar. Der beste Ertrag für Sorten mit einer Reifezeit von 120 bis 150 Tagen wird bei einer Wassermenge von 500 bis 700 mm jährlichem Niederschlag erreicht. In Deutschland liegen die Erträge meist bei 30 bis 50 Tonnen je Hektar Anbaufläche. Bei einzelnen Stärkekartoffelsorten wird bei Einsatz gezielter Bewässerung über 80 Tonnen Ertrag je Hektar berichtet.
Der Anbau von Kartoffeln ist grundsätzlich problematisch im Hinblick auf die erhöhte Gefahr von Bodenerosion durch Wasser.

### Europa

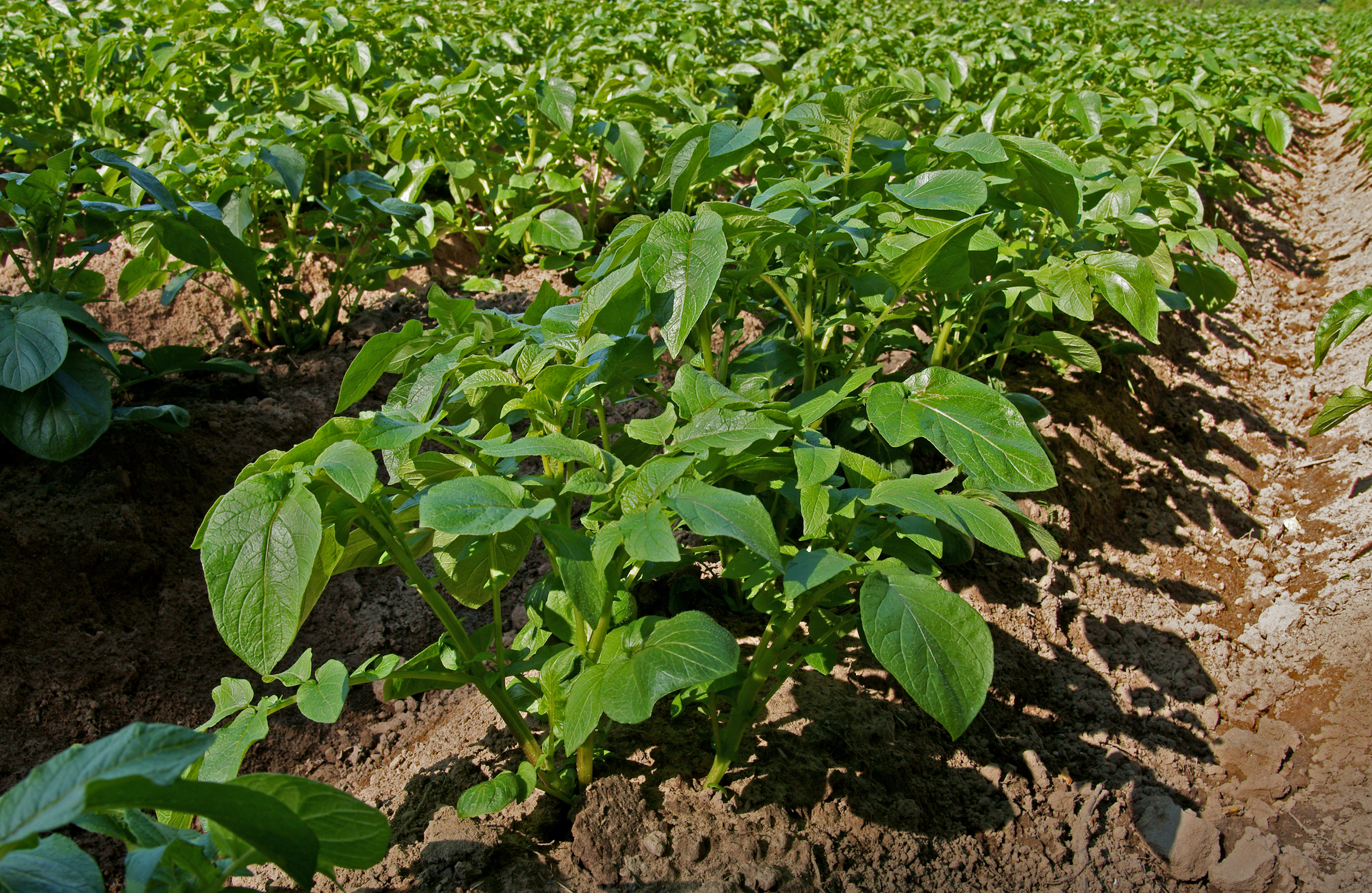
Kartoffelfeld in Nakkila (Finnland)

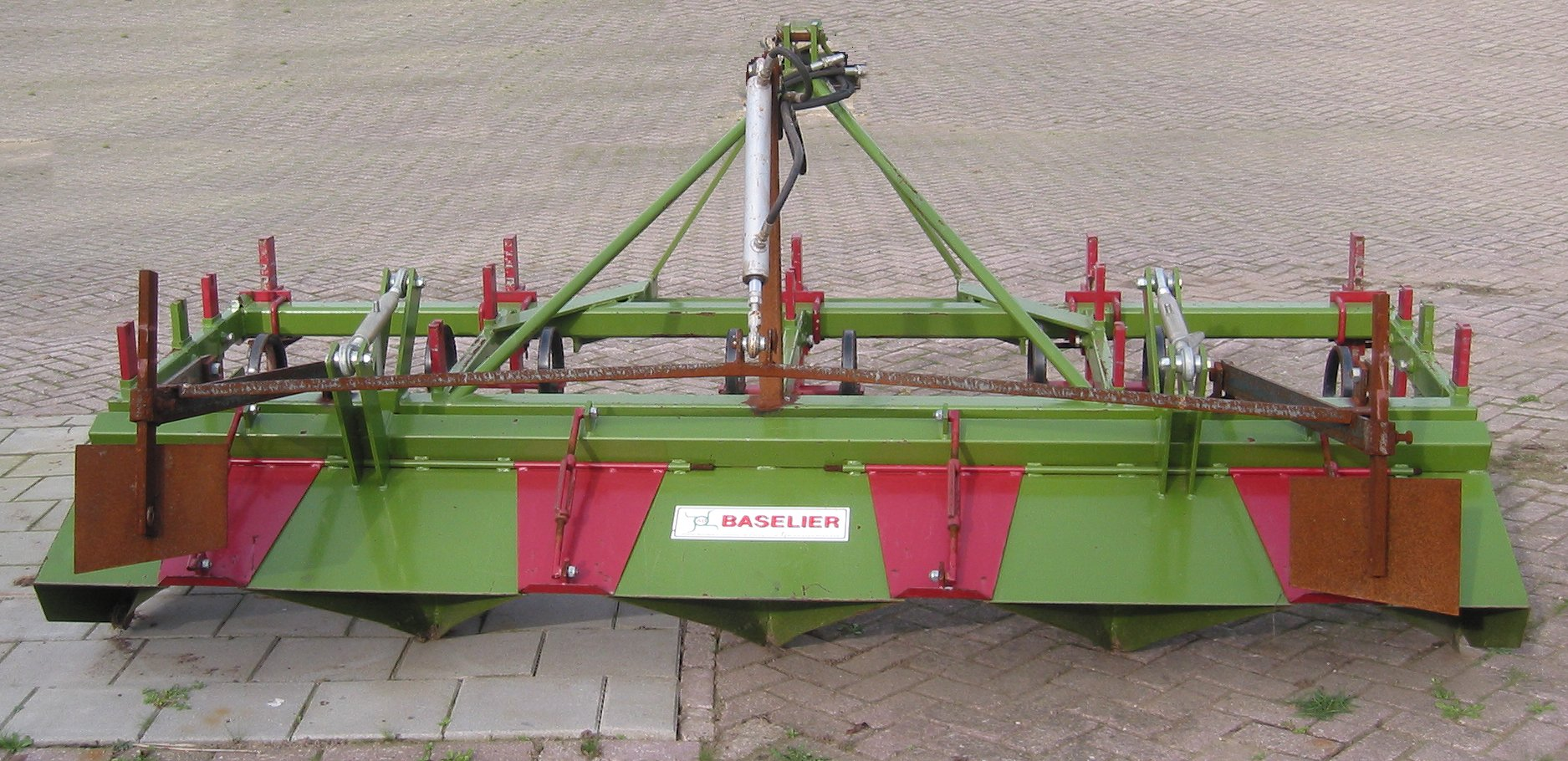
Kartoffeldammformer

Die Vorbereitung des Ackers auf den Anbau von Kartoffeln beginnt in der Regel mit einer wendenden Grundbodenbearbeitung durch Pflügen entweder im vorhergehenden Herbst, um vor allem bei schweren Böden den Effekt der Frostgare auszunutzen, oder im Frühjahr. Bei Herbstpflugfurche erfolgt im Frühjahr nochmals eine lockernde Bodenbearbeitung durch nichtwendende Geräte auf rund 15 cm Tiefe. Das Pflanzbett sollte abgesetzt, feinkrümelig, klutenfrei und trocken sein, um den Legevorgang der Pflanzkartoffeln, den Dammaufbau, etwaige mechanische Pflegemaßnahmen und die Ernte zu erleichtern. Der Boden sollte einen guten Luft-, Wasser- und Wärmeaustausch ermöglichen. Flache, große und zusammenhängende Flächen mit feinen, sandigen Böden ohne Steine eignen sich besonders für den Kartoffelanbau. Zudem sind Gebiete mit geringerer Luftfeuchtigkeit, z. B. in relativ trockenen Regionen oder in höheren Lagen wegen des reduzierten Krankheitsrisikos besonders interessant für den Kartoffelanbau. Die Kartoffeln werden in allen Systemen in Dämmen angebaut, was dem vorher erwähnten Anspruch an den Boden entgegenkommt. Die Pflanzendichte und -anordnung im Feld (Reihen- und Pflanzenabstände) sind abhängig vom Nutzungszweck: Größere Bestandsdichten sind typisch für die Erzeugung von Pflanzgut und haben kleinere Knollen zur Folge. Beim Anbau der Kartoffeln für Nahrungszwecke sind die Bestandsdichten geringer und die Knollen größer. Angestrebt werden zum Beispiel beim Anbau für Speisezwecke zwischen 40.000 und 45.000 Pflanzen je Hektar, zur Erzeugung von Pflanzkartoffeln aber rund 60.000 Pflanzen je Hektar.
Das Setzen der Pflanzkartoffeln erfolgt durch spezielle Legemaschinen, die die Knollen in eine Tiefe von 8 bis 10 cm setzen und anschließend den Boden wieder in Dammform schließen. Der Abstand der Reihen beträgt zwischen 60 und 90 cm; in Hinblick auf Spurweiten und Reifenbreiten der verwendeten Maschinen ist in Deutschland ein Reihenabstand von 75 cm gebräuchlich. Der Abstand der Pflanzen zueinander in der Reihe variiert je nach angestrebter Bestandesdichte zwischen 25 und 40 cm.
Die Unkrautregulierung kann durch mechanische Bekämpfungsmaßnahmen, thermische Verfahren, den Einsatz von Herbiziden oder durch Kombinationen dieser Bekämpfungsmethoden erfolgen. Im konventionellen Landbau ist die Unkrautbekämpfung durch Herbizide üblich, im ökologischen Landbau hingegen werden mechanische oder thermische Verfahren eingesetzt. Die mechanische Unkrautbekämpfung kann mit folgenden Geräten betrieben werden: Hackgerät mit Gänsefußschar, Vielfachgerät, Rollsternhacke, Netzegge, Dammformer, Dammfräse, Dammstriegel oder gewöhnlicher Striegel. Ziel der mechanischen Bekämpfung ist es, dass das keimende Unkraut aus dem Boden gelöst wird und dadurch in der Sonne verdorrt. Diese Maßnahme muss bei entsprechendem Auflauf von Unkräutern so oft wie nötig wiederholt werden, bis die Kartoffelstauden den Boden vollständig abdecken.
Am Ende der Vegetationszeit stirbt das Kraut ab. Es wird verbreitet auch abgetötet, wenn die Knollen genügend groß sind, um das Wachstum bei der optimalen Knollenbeschaffenheit zu unterbrechen, die Erntefähigkeit durch Lösen der Knollen von den Stolonen und Festigung der Schalen herbeizuführen und die Ansteckung der Knollen durch Krankheiten zu verhindern. Für diese Abreifebehandlung gibt es verschiedene Methoden, welche vom Anbausystem abhängig sein können. Dazu gehören das mechanische Zerstören der oberirdischen Pflanzenteile durch Abschlegeln (mit einem Mulcher) oder der Einsatz von Herbiziden (Sikkation).

### Anbau weltweit

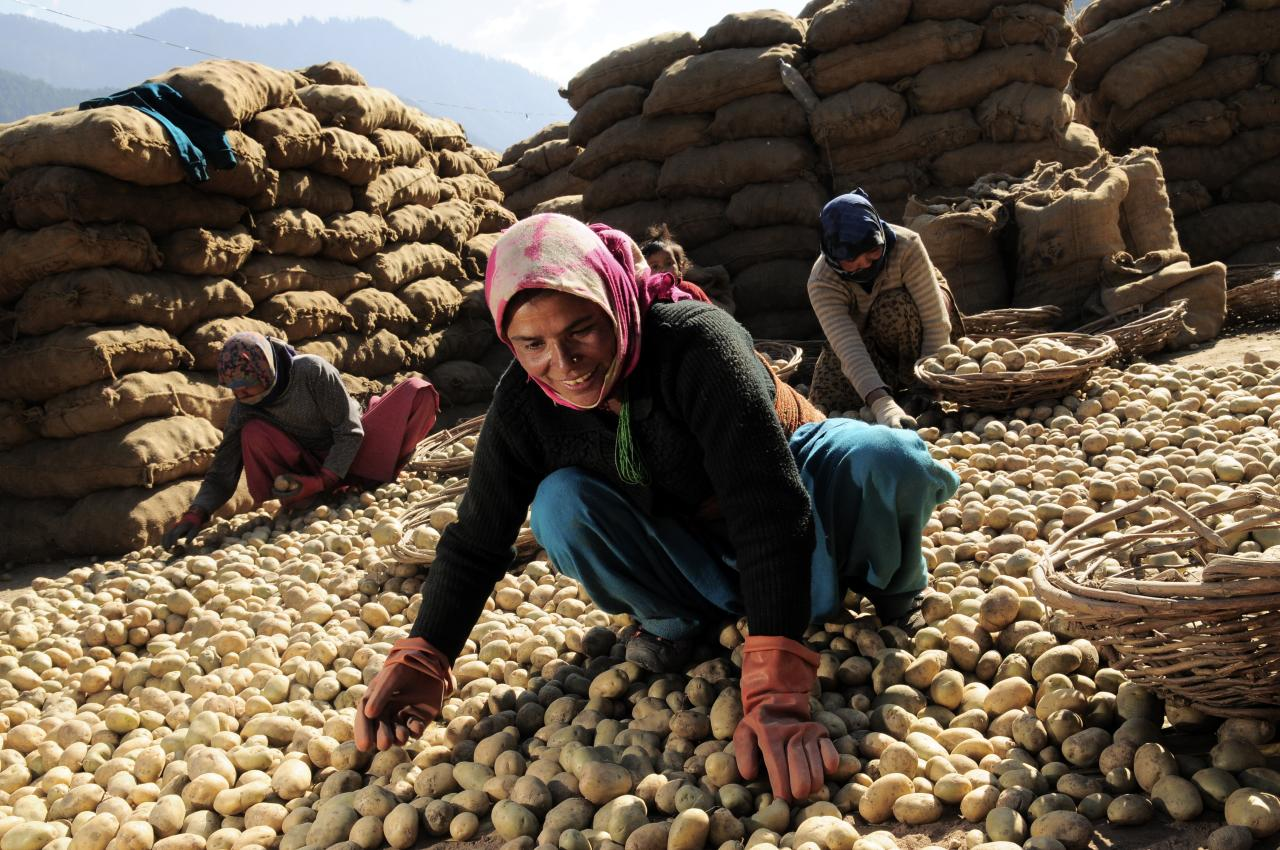
Geerntete Kartoffeln werden in Himachal Pradesh, Indien sortiert

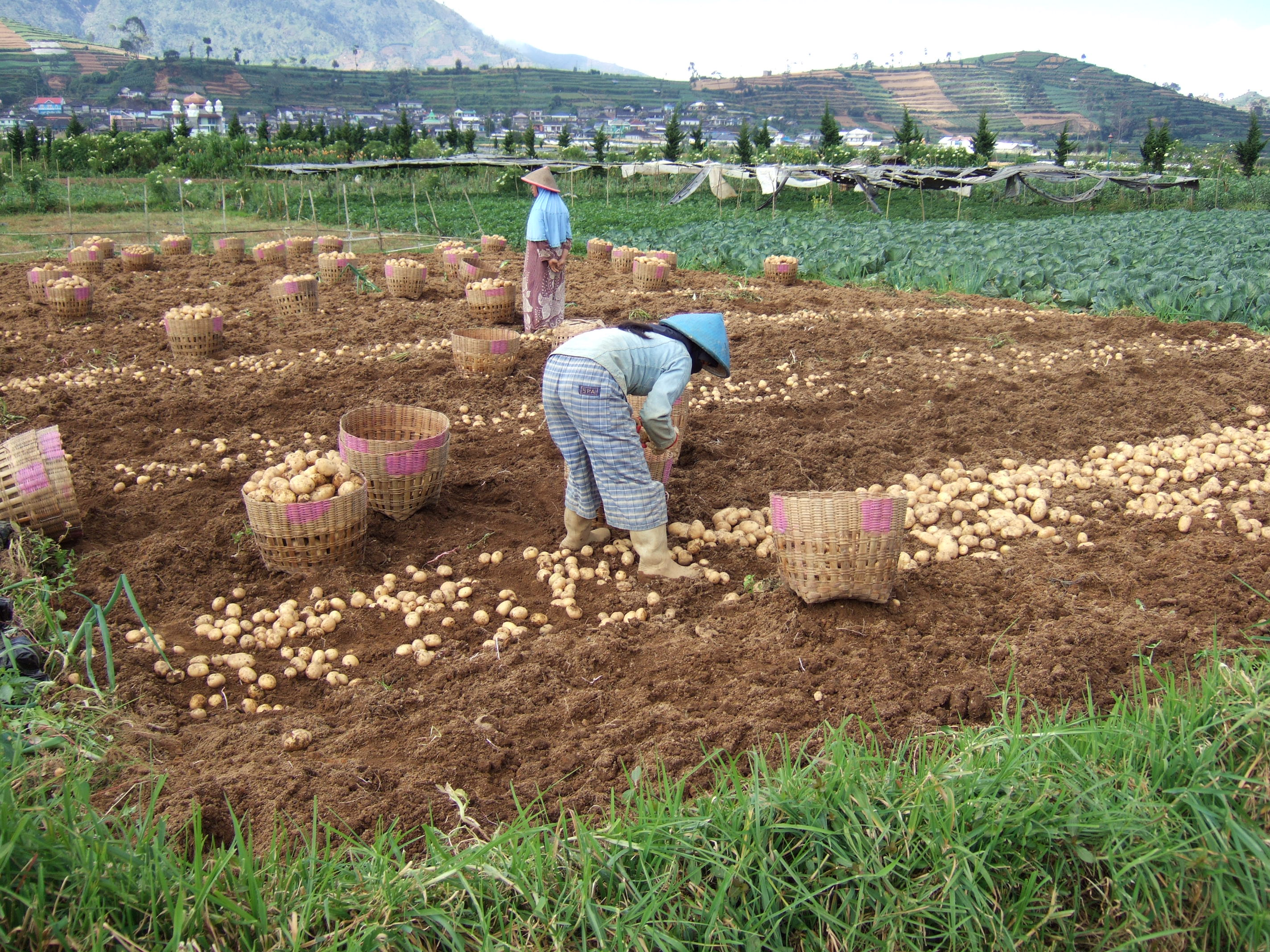
Kartoffelernte in Indonesien

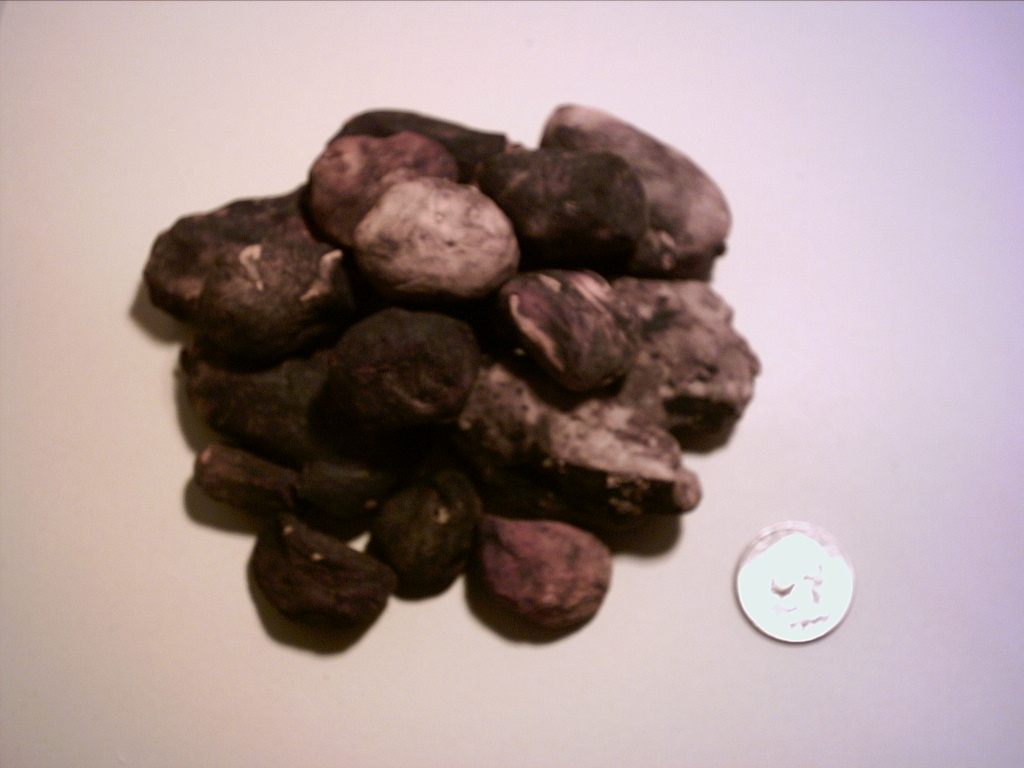
Chuños, Kartoffeln, die nach traditionellem Verfahren in Peru und Bolivien im Boden gefriergetrocknet konserviert werden

Dank der großen Anpassungsfähigkeit der Kartoffel wird diese heutzutage praktisch auf der ganzen Welt angebaut. Während der Anbau in entwickelten Ländern über die letzten zwei Jahrzehnte tendenziell abgenommen hat, war in Drittweltländern eine Zunahme zu beobachten, am deutlichsten in Asien. Diese Zunahme beruht sowohl auf der Ausdehnung der Anbauflächen wie auf der einfachen Einbeziehung der Kartoffel in bestehende Anbausysteme: Die Entwicklung früh reifender Sorten mit einer Vegetationszeit von 80 bis 100 Tagen erlaubt es z. B. in Indien, die Anbaupause zwischen Reis- und Weizenanbau ideal zu nutzen.
Die Anbautechniken in der Dritten Welt sind sehr unterschiedlich, je nach Wachstums- und Marktbedingungen. In den Anden, Zentralafrika und dem Himalaja werden Kartoffeln hauptsächlich von kleinen Subsistenzbetrieben von Hand angebaut. Ansonsten ist der Anbau in den meisten Regionen stark mechanisiert worden.

### Anbaubeispiel Afrika – Äthiopien
In Äthiopien werden Kartoffeln hauptsächlich in Rotations- und Mischanbau (multicropping)-Systemen während der großen Regenzeit angebaut. Die Saatbettbereitung wird vor der Regenzeit durchgeführt, meist ein bis zwei Monate vor dem Pflanzen. In vielen Regionen ist diese Feldbestellung noch mit Handarbeit oder mit Hilfe von Ochsen verbunden. Als Pflanzgut werden hauptsächlich ganze Knollen verwendet, da diese weniger anfällig auf Krankheiten sind und chemische Pflanzenschutzmittel kaum verwendet werden. Auch die Unkrautkontrolle wird hauptsächlich von Hand erledigt.

### Anbaubeispiel Eurasien – Indien
Die Großzahl der landwirtschaftlichen Betriebe in Indien sind kleine Familienbetriebe. Die Kartoffelproduktion erfolgt während des Monsuns von Juli bis September, wie im Winter, allerdings nur bei Bewässerung. Je nach Region sind Rotationen von Mais-Kartoffel-Weizen bzw. mit Reis oder Jute üblich.

### Anbaubeispiel Amerika – Peru
Peru liegt im Ursprungsgebiet der Kartoffel und noch heute gibt es viele wilde Sorten. Seit ungefähr 7000 Jahren werden Kartoffeln angebaut, sie stellten lange Zeit das Hauptnahrungsmittel der Menschen dar. Der Hauptanteil der Kartoffelernte wird von Kleinbauern mit weniger als 3 ha Anbaufläche produziert. Grundsätzlich ist der Kartoffelanbau in zwei Zyklen aufgeteilt: das „frühe Pflanzen“ und das „große Pflanzen“. Je nach Gegend sind die beiden Zyklen unterschiedlich wichtig. In der Fruchtfolge folgen auf Kartoffeln zuerst meist andere südamerikanische Wurzel- oder Knollenfrüchte und danach Quinoa oder Gerste.

### Das Internationale Jahr der Kartoffel 2008
Einer Deklaration der UN-Generalversammlung vom November 2005 folgend, wurde am 18. Oktober 2007 in New York das Jahr 2008 als das „Internationale Jahr der Kartoffel“ von den Vereinten Nationen eingeführt. Die Mission des Internationalen Jahrs der Kartoffel ist, das Bewusstsein für die Bedeutung der Kartoffel als Nahrungsmittel in den Entwicklungsländern zu steigern, Forschung und Entwicklung kartoffelbasierter Systeme zu fördern und damit zum Erreichen der Millenniumsentwicklungsziele der Vereinten Nationen beizutragen. Die Kartoffel hat ein erhebliches Potenzial, bei der Bekämpfung der Unterernährung beizutragen.
Aus Anlass des Jahrs der Kartoffel gab die Schweizerische Post am 4. März 2008 eine Sonderbriefmarke im Wert von 85 Rappen heraus.

## Durchschnittliche Zusammensetzung
Die Zusammensetzung von Kartoffeln schwankt naturgemäß, sowohl in Abhängigkeit von den Umweltbedingungen (Boden, Klima) als auch von der Anbautechnik (Düngung, Pflanzenschutz). Der physiologische Brennwert beträgt 297 kJ (70 kcal) je 100 g essbarem Anteil.
Angaben je 100 g essbarem Anteil (Abfall: 20 %):
| Bestandteile        | Gehalt |
| ------------------- | ------ |
| Wasser              | 77,8 g |
| Kohlenhydrate       | 14,8 g |
| Ballaststoffe       | 2,1 g  |
| Eiweiße (N: 0,33 g) | 2,0 g  |
| Fette               | 0,1 g  |
| Mineralstoffe       | 1,0 g  |

| Mineralstoffe | Gehalt |
| ------------- | ------ |
| Natrium       | 2,7 mg |
| Kalium        | 417 mg |
| Magnesium     | 21 mg  |
| Calcium       | 6,2 mg |
| Mangan        | 147 µg |
| Eisen         | 424 µg |
| Kupfer        | 89 µg  |
| Zink          | 345 µg |
| Phosphor      | 50 mg  |
| Selen         | 1,5 µg |

| Vitamine                 | Gehalt |
| ------------------------ | ------ |
| Vitamin A                | 0,9 µg |
| β-Carotin                | 5,2 µg |
| Vitamin E (α-Tocopherol) | 53 µg  |
| Vitamin K                | 2,1 µg |
| Vitamin B1               | 110 µg |
| Vitamin B2               | 47 µg  |
| Nicotinamid              | 1,2 mg |
| Pantothensäure (Vit. B5) | 400 µg |
| Vitamin B6               | 307 µg |
| Folsäure                 | 22 µg  |
| Vitamin C                | 17 mg  |

| Kohlenhydrate | Gehalt |
| ------------- | ------ |
| Stärke 1      | 14,1 g |
| Saccharose    | 300 mg |
| Glucose       | 240 mg |
| Fructose      | 170 mg |

Es lassen sich etwa 140 chemische Verbindungen in rohen, gekochten oder dehydrierten Kartoffeln finden, die für den Geschmack und den Geruch der Knolle verantwortlich sind. Die wichtigsten sind 1-Octen-3-ol, (E)-2-Octenol, (E)-2-Octanal und Geraniol sowie 2-Isopropyl-3-methoxypyrazin, das die „erdige“ Note im Geruch und Geschmack hervorruft. Derivate des Pyrazin sind es, die das Aroma gebackener Kartoffeln ausmachen.
Proteine enthalten Kartoffeln in geringer Menge, aber hochwertig. Von allen pflanzlichen Proteinlieferanten hat sie den höchsten Anteil an Proteinen, deren biologische Wertigkeit hoch ist.
Die Kartoffel ist gemeinhin für ihren relativ hohen Gehalt an Vitamin C bekannt. Auf den Tagesbedarf des Erwachsenen bezogen ist jedoch Vitamin B6 am stärksten in der Kartoffel enthalten. Die Art der Zubereitung hat dabei Einfluss auf den Vitamingehalt beim Verzehr, da direkte Hitze manche Vitamine zerstören kann. So enthält die mit Schale gekochte Kartoffel im Vergleich zur geschälten Kartoffel knapp doppelt so viel Vitamin C.
Alkaloide in Kartoffeln

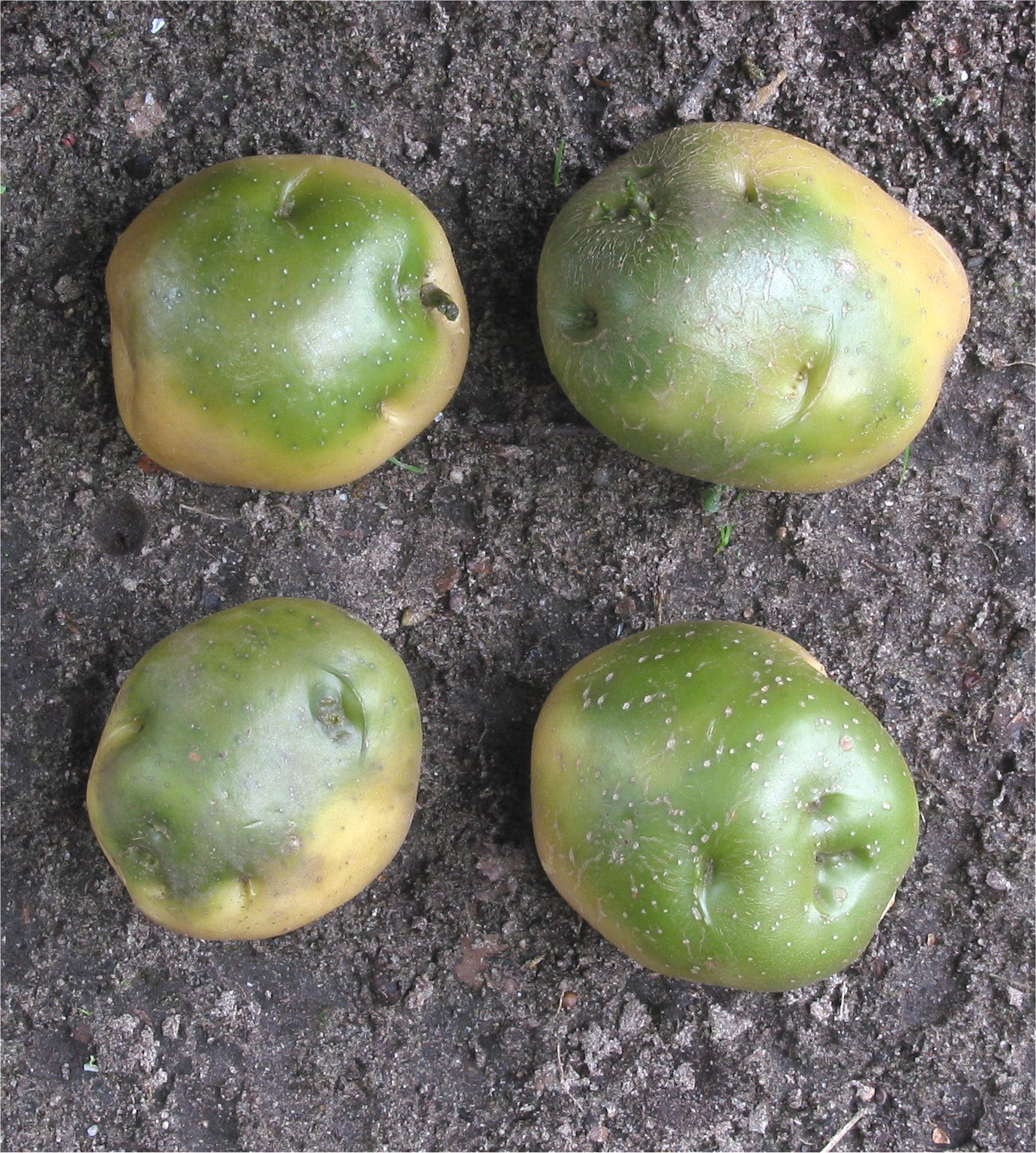
Der grüne Anteil von Kartoffeln enthält Solanin.

Kartoffelschalen und ergrünte Kartoffeln enthalten gegenüber geschälten normalen Kartoffeln ein Mehrfaches an Alkaloiden, allen voran das für die Gattung der Nachtschatten typische Solanin, daneben auch Chaconin. Es kommt in allen Teilen einer Kartoffelpflanze vor. Bei Tageslicht gelagerte Kartoffeln ergrünen, was ein Zeichen für einen erhöhten Solaningehalt ist. Aus diesem Grund sollte man Kartoffelschalen, grüne Kartoffeln und Kartoffelkeime nicht für die Ernährung oder Fütterung verwenden. Um die Aufnahme von Glykoalkaloiden wie Solanin möglichst gering zu halten, riet 2018 das Bundesinstitut für Risikobewertung (BfR) Verbrauchern zudem, dass sie grundsätzlich nur frische und unbeschädigte Kartoffeln mit Schale essen sollten. Kleine Kinder sollten generell keine ungeschälten Kartoffeln verzehren. Darüber hinaus wird in der Publikation des Instituts empfohlen, das Kochwasser von Kartoffeln nicht erneut zu verwenden und Frittierfett für Kartoffelprodukte regelmäßig auszutauschen. Weisen Kartoffelgerichte einen bitteren Geschmack auf, solle auf einen Verzehr verzichtet werden.

Strukturformel von Solanin

Der Solaningehalt älterer Kartoffelsorten war wesentlich höher als heute. Zeitgenössische Kartoffelsorten weisen einen Solaningehalt von 3 bis 7 mg/100 g auf, hauptsächlich aber in der Schale. Die Dosis von 200 mg Solanin, bei der erste Vergiftungserscheinungen bei erwachsenen Menschen auftreten können, entsprechen einem Genuss von drei bis sieben Kilogramm ungeschälter roher Kartoffeln. Durch Lagerung im Dunkeln, Schälung und Zubereitung wird der Gehalt an Solanin reduziert bzw. abgebaut. Die auf dem Markt befindlichen Kartoffelsorten haben unter normalen Anbaubedingungen keinen gesundheitlich bedenklichen Glycoalkaloid-Gehalt.
Grüne Knollen und Keimlinge enthalten neben Solanin auch die Glycoalkaloide Chaconin und Leptine (nicht das Hormon gleichen Namens). Da Untersuchungen zur Wirkung dieser Stoffe auf den Organismus von Kleinkindern und geschwächten Personen nicht bekannt sind, sollte man diesen Personenkreis vom Verzehr auch kleiner Mengen ergrünter Kartoffeln abhalten.

## Kartoffelsorten

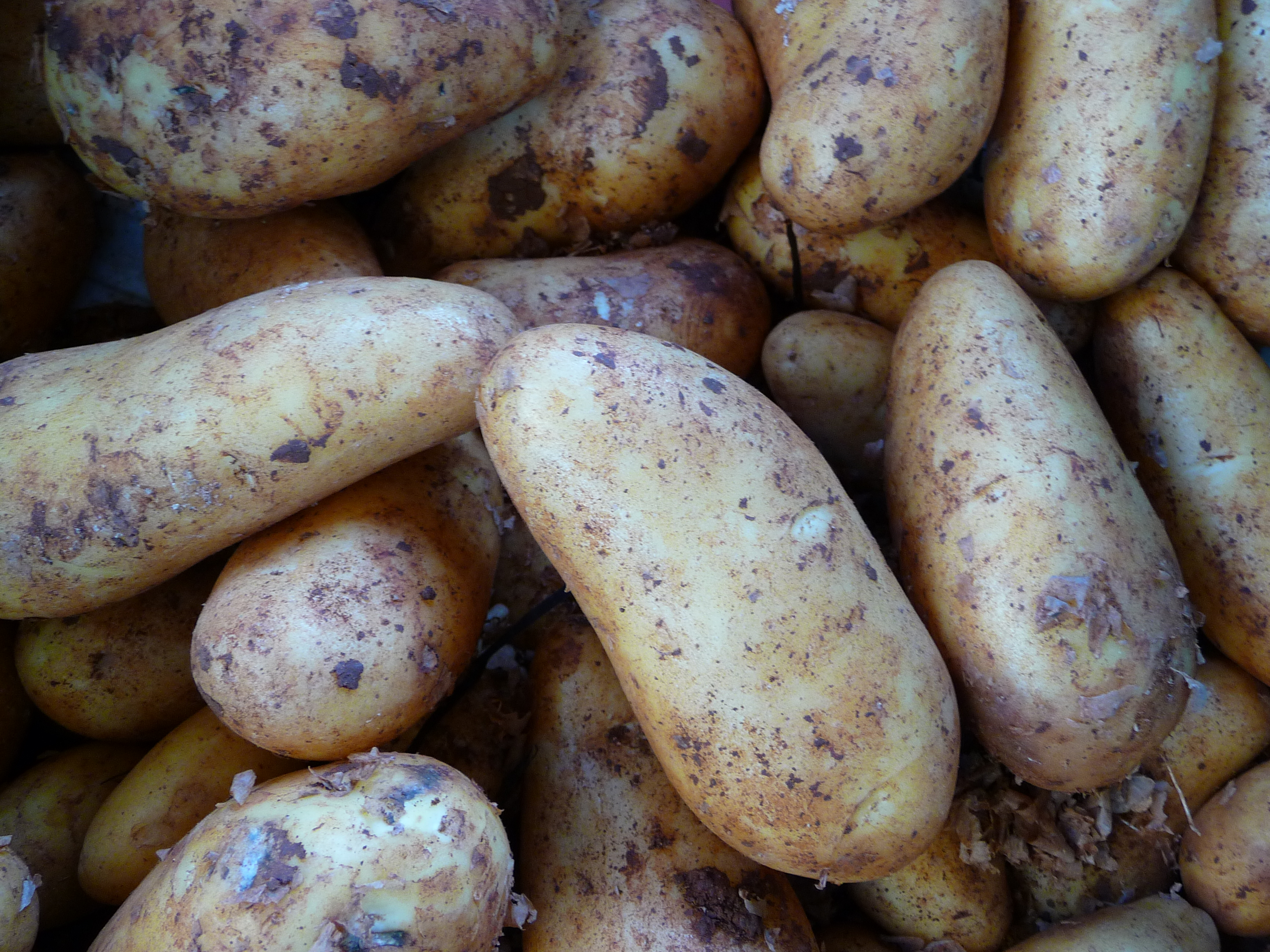
Kartoffel Atlanta

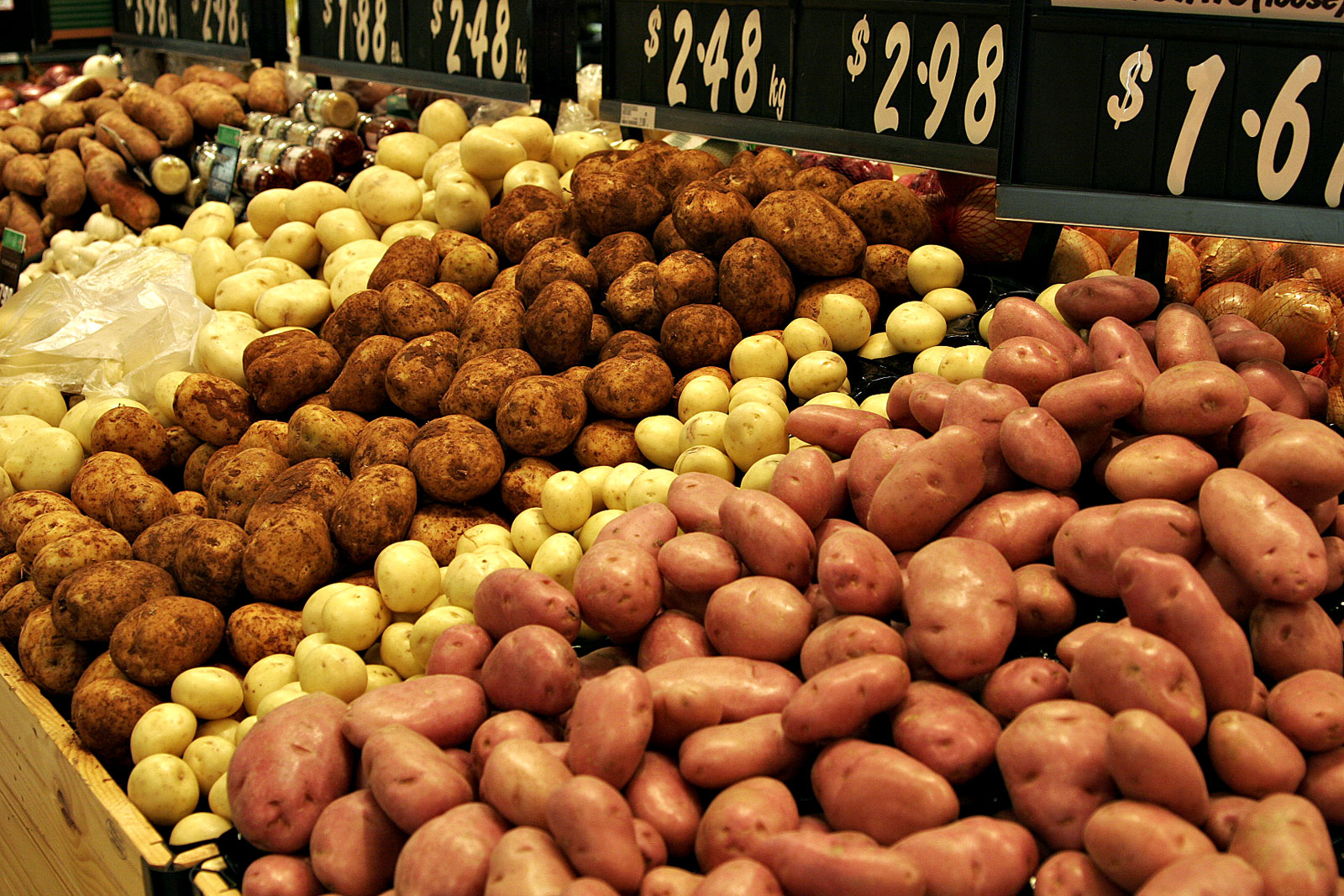
Verschiedene Kartoffelsorten auf einem Markt

Weltweit gibt es rund 7000 Kartoffelsorten. Diese Sorten sind aufgrund der vielen verschiedenen Verwendungszwecke und der geographisch weit auseinander liegenden Anbaugebiete gezüchtet worden. Zudem werden ständig weitere Sorten entwickelt. Die weltweit größte Gendatenbank mit zirka 100 wilden und 3800 in den Anden traditionell kultivierten Kartoffelsorten unterhält das internationale Kartoffelinstitut mit Sitz in Lima, Peru.
Die verschiedenen Sorten können nach der Reifezeit und dem Verwendungszweck unterschieden werden:

### Reifezeit
Das Kriterium der Reifezeit ist für den Produzenten von großer Wichtigkeit. Die Sortenwahl hängt von den klimatischen Bedingungen und der Dauer der Vegetationsperiode ab. Folgende Kategorien werden unterschieden:
- Die frühreifen Kartoffelsorten (Frühkartoffeln, in Österreich meist als Heurige bezeichnet) weisen eine Vegetationsperiode von 90 bis 110 Tagen auf. Meist kann man sie im Juni/Juli ernten (wenn die Knollen im März/April gepflanzt worden sind). In Gebieten, welche schon früher frostfrei sind, ist sogar noch eine frühere Ernte möglich. Damit die frühreife Kartoffel bereits im Juni/Juli geerntet werden kann, muss schon früh die Anlage für die Knollen gebildet werden sowie auch das Wurzelwachstum schnell erfolgen. Dabei wird nicht nur der Ertrag, sondern auch die Stärkeeinlagerung in die Knollen reduziert, da diese verzögert zum Volumenwachstum erfolgt.

Beispiele: Agata, Amandine, Birte Derby, Frühgold, Lady Christl, Lady Felicia
- Die mittelfrühreifen Kartoffelsorten weisen eine Vegetationsperiode von 120 bis 140 Tagen auf.

Beispiele: Gourmandine, Bintje, Blaue St. Galler, Victoria, Ditta, La Ratte, Nicola, Urgenta, Pamela, Naturella, Désirée, Agria, Eden, Allians
- Die mittelfrüh-späten Kartoffelsorten weisen eine Vegetationsperiode von 140 bis 160 Tagen auf.

Beispiele: Ackersegen, Atlanta, Lady Jo, Lady Claire, Innovator, Lady Rosetta, Marlen, Fontane, Hermes, Eba, Markies, Panda

### Verwendungszweck

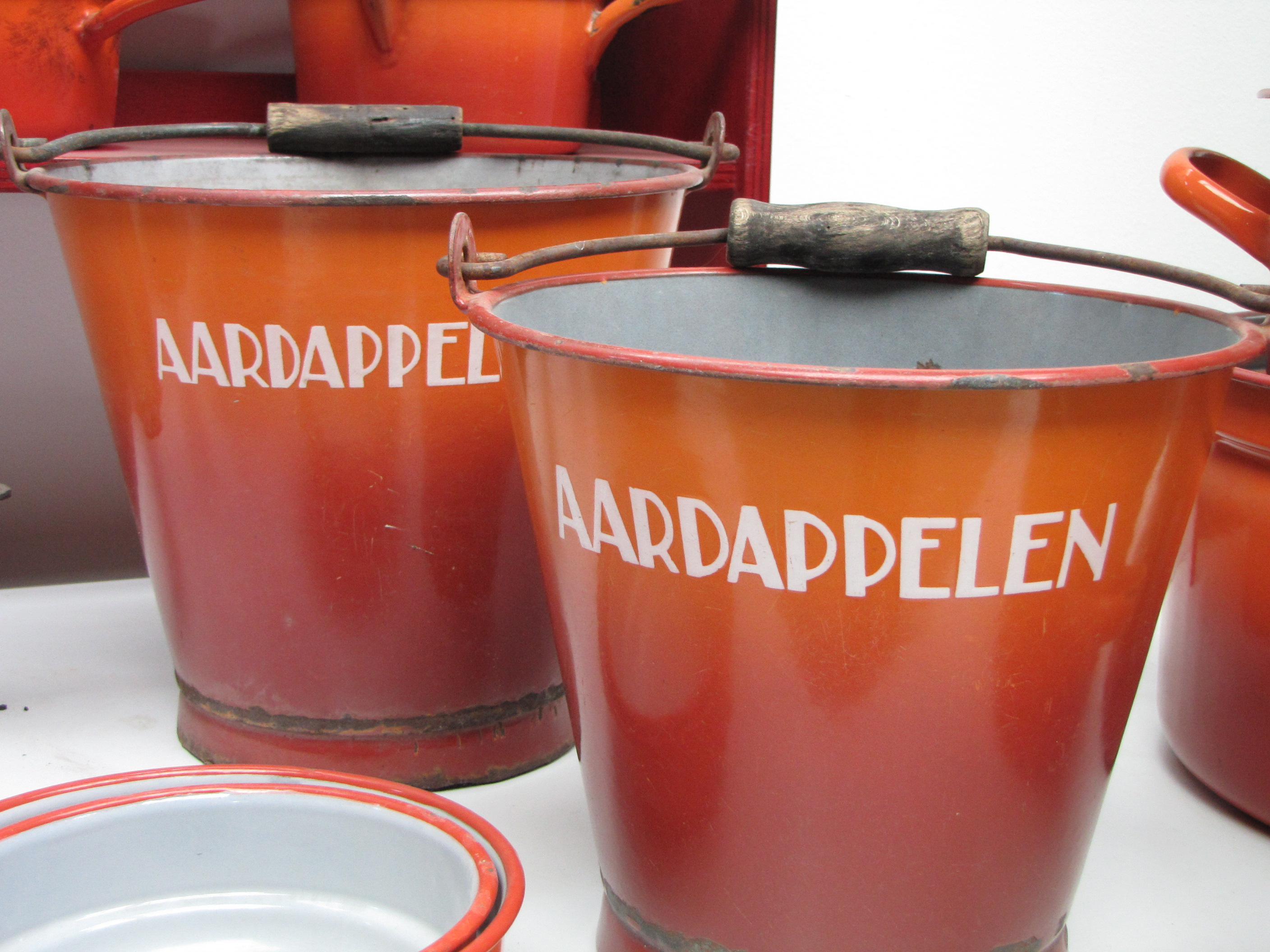
Kartoffeleimer aus Emaille, Niederlande

Speisekartoffeln werden nach ihren Kocheigenschaften unterschieden. Nach der Handelsklassenverordnung müssen alle im Handel (auch lose) angebotenen Kartoffeln nach diesen Kocheigenschaften eingeordnet werden. In der EU werden Speisekartoffeln in vier Kochtypen eingeteilt, die mit den Buchstaben A bis D sowie Kombinationen daraus bezeichnet werden. Deutsche Kartoffeln werden darüber hinaus mit einem farbigen Streifen auf der Verpackung gekennzeichnet.
- Kartoffel zu Speisezwecken
  - Festkochende Speisekartoffeln
Kochtypen: A und A-B
Farbkennzeichnung: grün
Sorten: Annabelle, Agata, Amandine, Anais, Belana, Charlotte, Cilena, Ditta, Filea, Hansa, Kipfler, La Ratte, Linda, Marabel,[63] Nicola, Primura, Princess, Renate, Selma, Sieglinde, Spunta, Stella, Vitelotte
Form: Länglich bis oval
Konsistenz: fest, feinkörnig, feucht
Kocheigenschaften: Kein Aufspringen
Geschmack: mild bis angenehm kräftig
Gerichte: Bratkartoffeln, Gratins, Kartoffelsalat, Salz- und Pellkartoffeln
  - Vorwiegend festkochende Speisekartoffeln
Kochtypen: B-A und B
Farbkennzeichnung: rot
Sorten: Agria, Arkula, Astilla, Atica, Bamberger Hörnchen, Bolero, Christa, Colette, Désirée, Finka, Gala, Gloria, Grandifolia, Granola, Hela, Jelly, Laura, Leyla, Maja, Quarta, Rosara, Saskia, Saturna, Secura, Solara, Satina, Tizia, Ukama
Form: uneinheitlich
Konsistenz: feinkörnig, mäßig feucht
Kocheigenschaften: Geringes Aufspringen
Geschmack: mild bis angenehm kräftig
Gerichte: Salz- und Pellkartoffeln, Bratkartoffeln, Suppen, Kartoffelpüree
  - Mehlig kochende Speisekartoffeln
Kochtypen: B-C und C
Farbkennzeichnung: blau
Sorten: Ackersegen, Adretta, Afra, Arkula, Aula, Bintje, Blauer Schwede, Freya, Gunda, Karat, Karlena, Koretta, Libana, Likaria, Lipsi, Mariella, Melina, Naturella, Schwarzblaue aus dem Frankenwald
Form: uneinheitlich
Konsistenz: grobkörnig, trocken
Kocheigenschaften: häufiges Aufspringen
Geschmack: angenehm kräftig
Gerichte: Eintöpfe, Kartoffelpüree
  - übrige Kochtypen
Kochtypen: C-D und D
dies sind keine Kochtypen im Sinn der Handelsklassenverordnung
Konsistenz: stark mehlig, trocken
Kocheigenschaften: besonders locker bis zerfallend.
- Sorten zur Weiterverarbeitung
  - Veredlungskartoffel
Pommes frites: Agria, Eba, Fontane, Innovator, Markies, Felsina
Kartoffelchips: Erntestolz, Fontane, Hermes, Lady Claire, Lady Rosetta
Kartoffelflocken: Eba, Saturna[64]
  - Wirtschaftskartoffel
Industrienutzung, hoher Stärkegehalt: Amflora
  - Futterkartoffel
  - Pflanzkartoffel

### Weitere Unterscheidungskriterien
- Stärkegehalt
- Schalenfarbe
  - gelb: Karlena
  - rot: Rode Eersteling

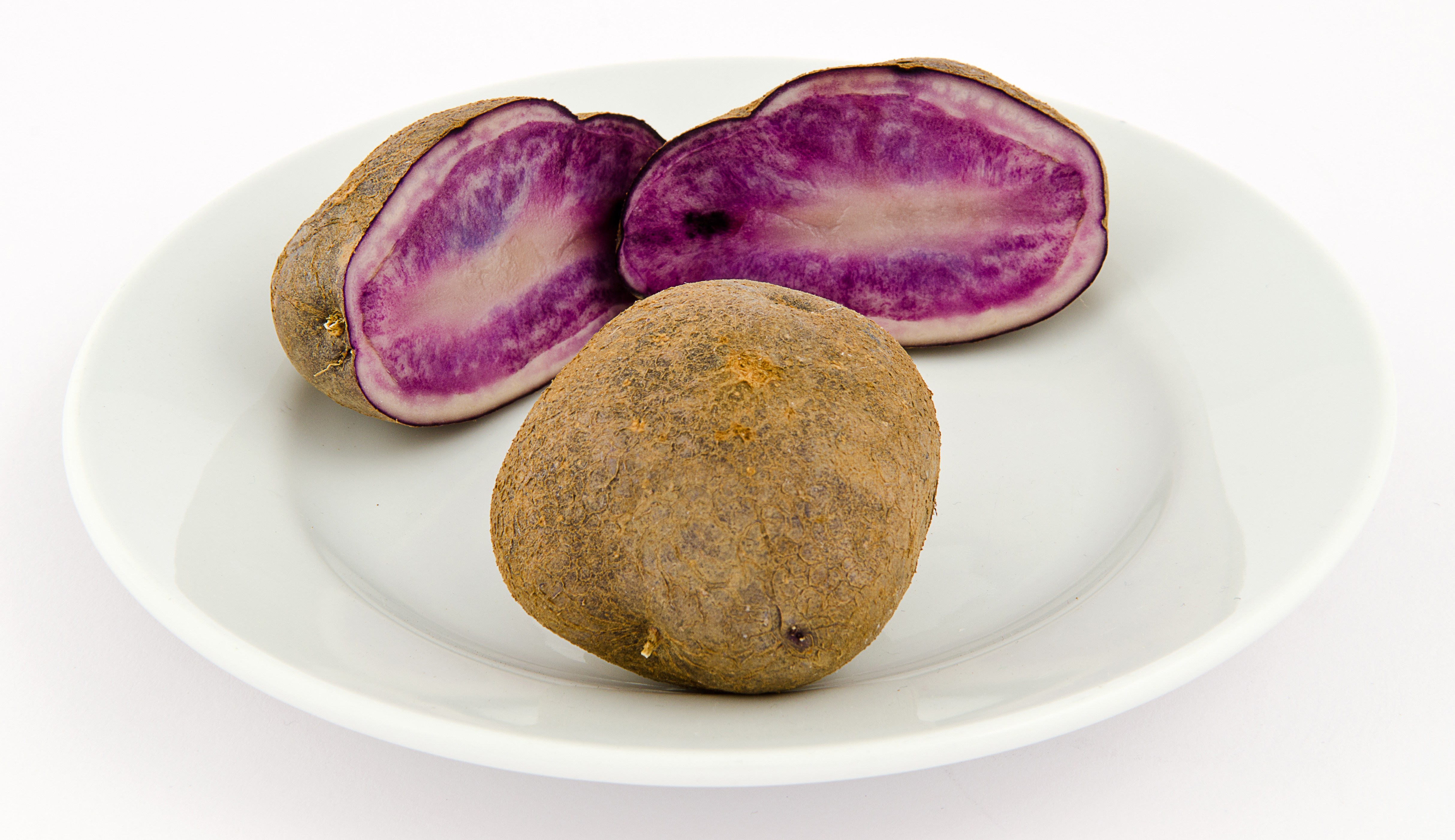
Kartoffeln mit violetter Fleischfarbe (Sorte Salad Blue)

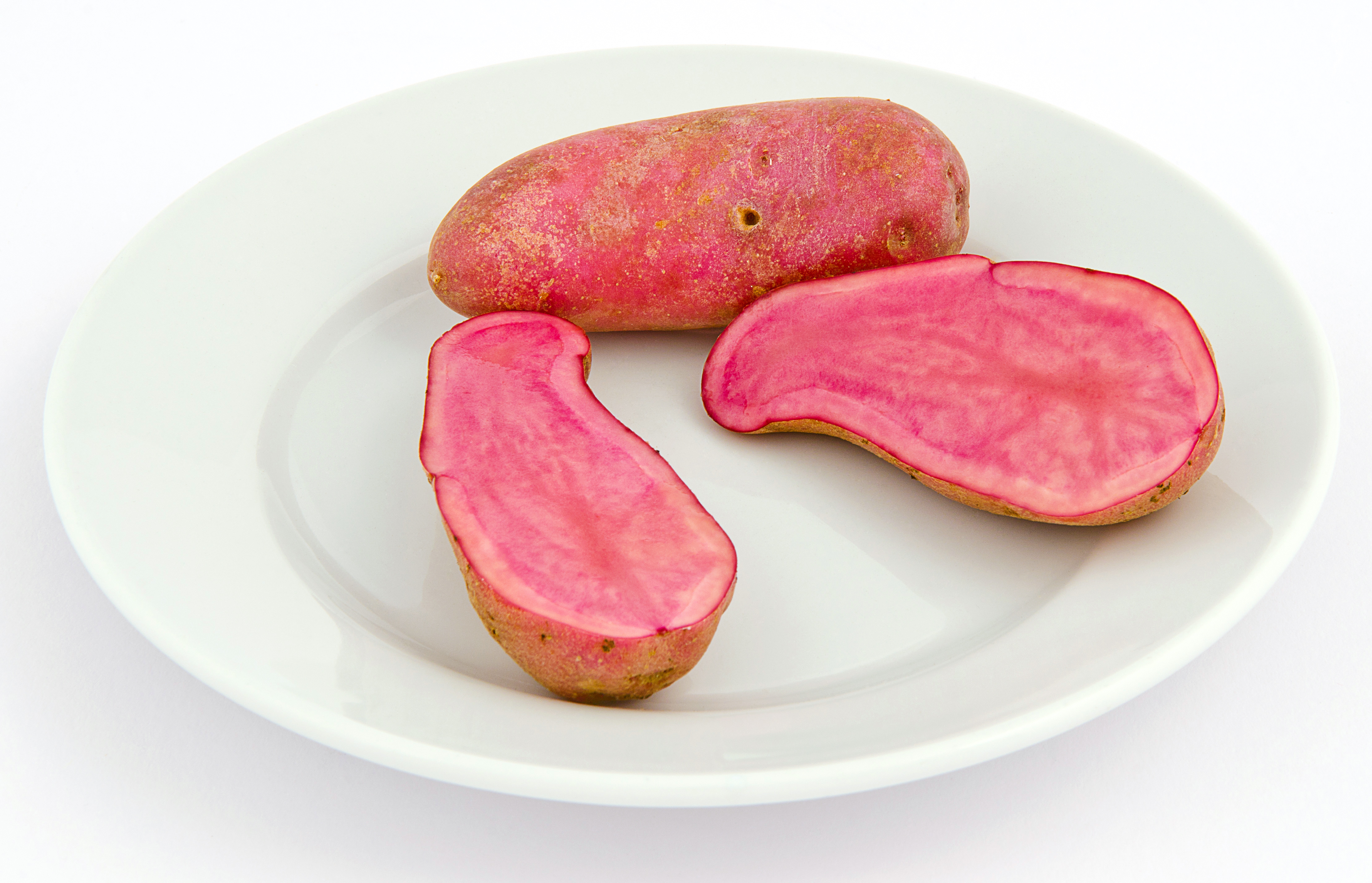
Rosa Kartoffeln (Sorte Rote Emmalie)

  - blau: Blauer Schwede, Blaue St. Galler, Schwarzblaue aus dem Frankenwald
  - violett: Vitelotte
- Fleischfarbe
  - weiß: Urgenta
  - hellgelb: Charlotte, Ostara
  - gelb: Bernadette, Gala, Donella
  - blau-violett: Blauer Schwede, Blaue St. Galler, Salad Blue, Schwarzblaue aus dem Frankenwald
  - violett: Salad Blue, Vitelotte
  - rosa-rot: Rote Emmalie
- Knollenform
  - lang: Bernadette
  - oval: Marabel, Donella
  - kugelrund: Gala, Adretta
  - nierenförmig
- Schalenbeschaffenheit
  - glattschalig: Marabel
  - rauschalig: Granola

Kartoffelsorten sind in Deutschland beim Bundessortenamt in Hannover registriert und unterliegen für dreißig Jahre einem Sortenschutz. Dies bedeutet, dass bei Anbau Lizenzabgaben an den jeweiligen Schutzrechtsinhaber fällig werden können. Dadurch kann es zu Konflikten mit Anbietern kommen, etwa wenn etablierte Sorten nach Ablauf der Schutzfrist vom Markt genommen werden – ein freier Verkauf von Saatgut ist nicht mehr erlaubt (siehe Kartoffelsorte Linda). Die Vermehrung aus eigenen Beständen und der Verkauf zum Verbrauch sind dagegen erlaubt. Viele alte Kartoffelsorten kommen demzufolge nur noch in geringen Mengen in den Verkauf oder sind überhaupt nicht mehr erhältlich.
In der Schweiz wird die Weiterentwicklung der Kartoffel von den Forschungsstationen Agroscope Changins-Wädenswil (ACW) und Agroscope Reckenholz-Tänikon (ART) betrieben. Die aktuelle Sortenliste umfasst 31 Sorten.

## Kartoffelkrankheiten und Schädlinge

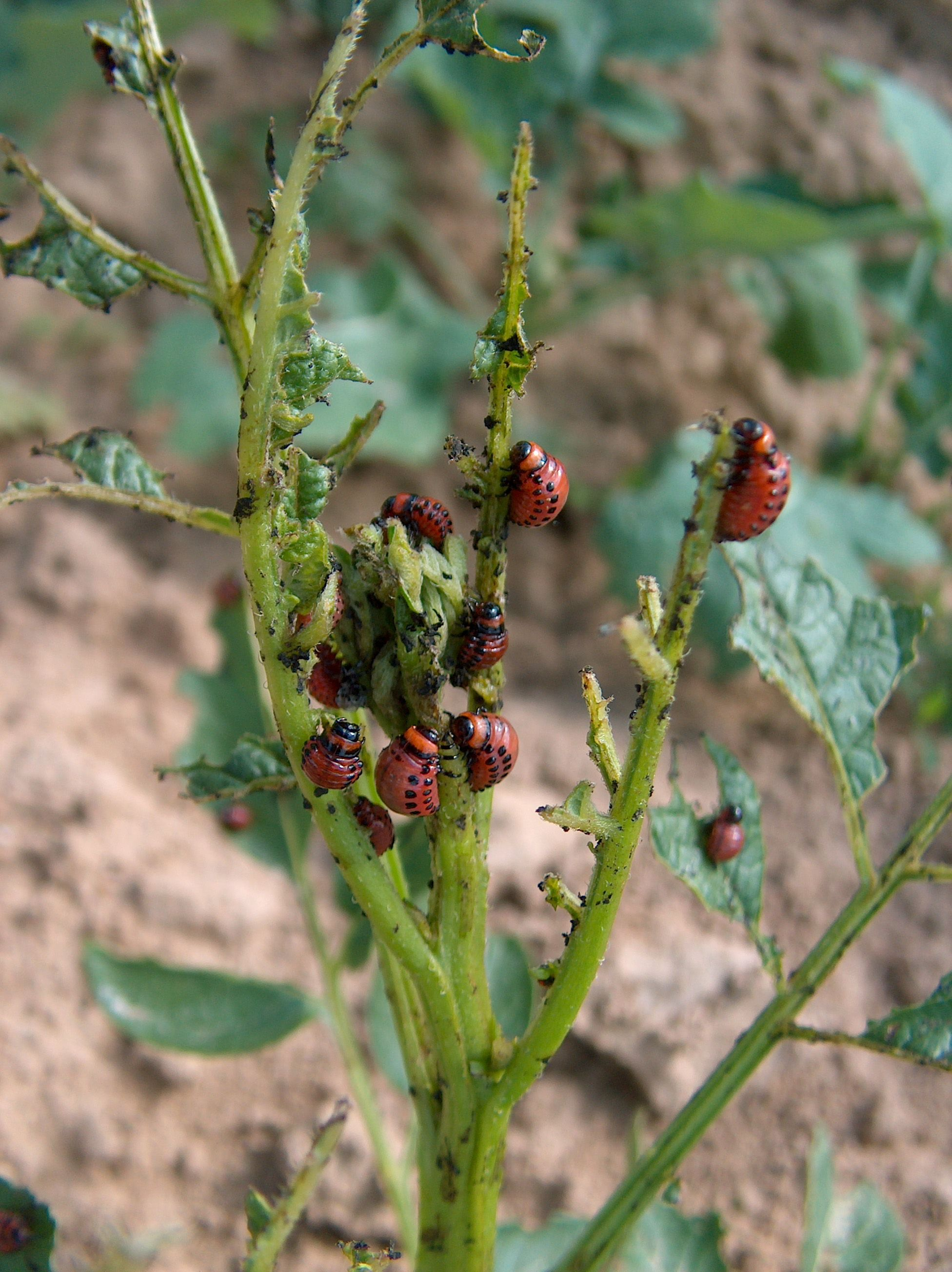
Von den Larven des Kartoffelkäfers befallene Kartoffelstaude

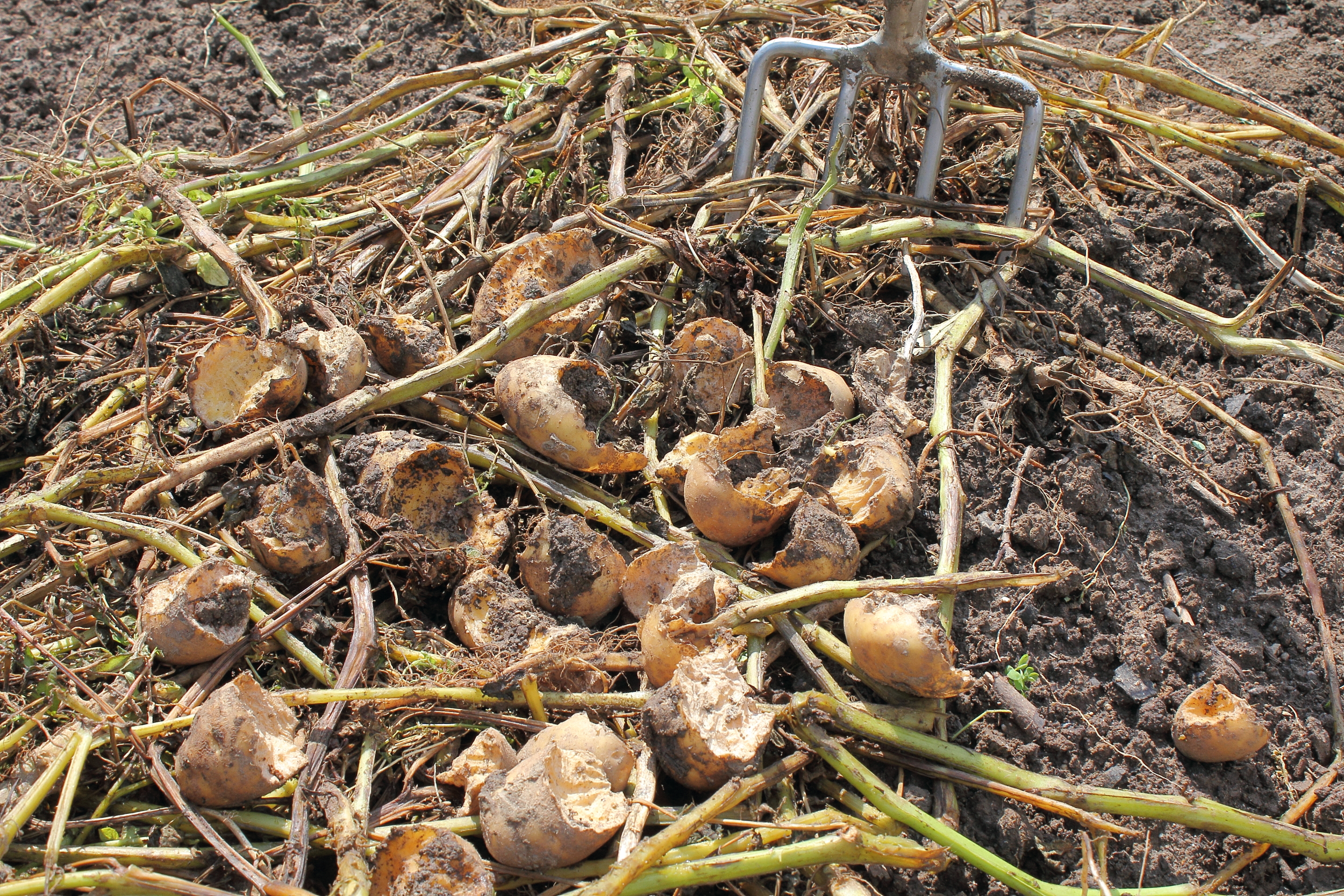
Schwere Fraßschäden und Ernteausfall verursacht durch Wühlmäuse (Schermäuse)

Kartoffeln können durch verschiedene Ursachen geschädigt werden. Dazu zählen durch Pilze, Bakterien oder Viren ausgelöste Krankheiten. Schädigung treten außerdem durch Insekten, Asseln, Fadenwürmer oder Nagetiere auf.

### Kartoffelkrankheiten

#### Pilzkrankheiten der Kartoffelpflanze
- Kartoffelfäule, auch als Kraut- und Knollenfäule bekannt (Phytophthora infestans)
- Dürrfleckenkrankheit oder Hartfäule (Alternaria solani)
- Weißhosigkeit, Kartoffelpocken, Wurzeltöterkrankheit (Rhizoctonia solani)
- Pulverschorf (Spongospora subterranea)
- Weißfäule (Fusarium coeruleum)
- Kartoffelkrebs (Synchytrium endobioticum)
- Silberschorf (Helminthosporium solani)
- Fusarium-Welke (Fusarium oxysporum)
- Colletotrichum-Welkekrankheit (Colletotrichum coccodes)

#### Bakterielle Kartoffelkrankheiten
- Schwarzbeinigkeit und Nassfäule (Erwinia carotovora)
- Kartoffelschorf (Streptomyces scabies)
- Bakterienringfäule (Clavibacter michiganensis subsp. sepedonicus)
- Schleimkrankheit (Ralstonia solanacearum)

#### Virale Kartoffelkrankheiten
- Blattrollkrankheit, verursacht durch Blattrollvirus (Potato leafroll virus, PLRV)
- Strichelkrankheit und Ringnekrose der Kartoffelknollen (englisch potato tuber necrotic ringspot disease, PTNRD),[65] verursacht durch Y-Virus (Kartoffelvirus Y)
- Mosaikkrankheiten: Kräuselmosaik-Krankheit (A-Virus), Leichte Mosaik-Krankheit (Andean potato mild mosaic virus) und Knollenfleckenkrankheit (Knollenfleckenvirus alias Kartoffel-Aucubamosaikvirus, PAMV)
- Stängelbuntkrankheit, verursacht durch Tabakmosaikvirus (TMV)
- Eisenfleckigkeit bzw. Tabak-Rattle-Virus (TRV) oder Tabakmosaikvirus (TMV)

### Schädlinge
Insekten (Insecta)
- Blattläuse (Schwarze Bohnenlaus (Aphis fabae), Grüne Pfirsichblattlaus (Myzodes persicae))
- Drahtwurm
- Feldmaikäfer (Melolontha melolontha) resp. Waldmaikäfer (Melolontha hippocastani)
- Kartoffelkäfer (Leptinotarsa decemlineata)
- Saatschnellkäfer (Agriotes obscurus)
- Wintersaateule (Agrotis segetum)

Asseln (Isopoda)
- Kellerassel

Fadenwürmer (Nematoda)
- Goldnematoden (Heterodera rostochiensis)
- Stängelälchen (Ditylenchus dispaci)

Säugetiere (Mammalia)
- Feldmaus (Microtus arvalis)
- Schermäuse (Arvicola)
- Wildschwein (Sus scrofa)

## Lagerung

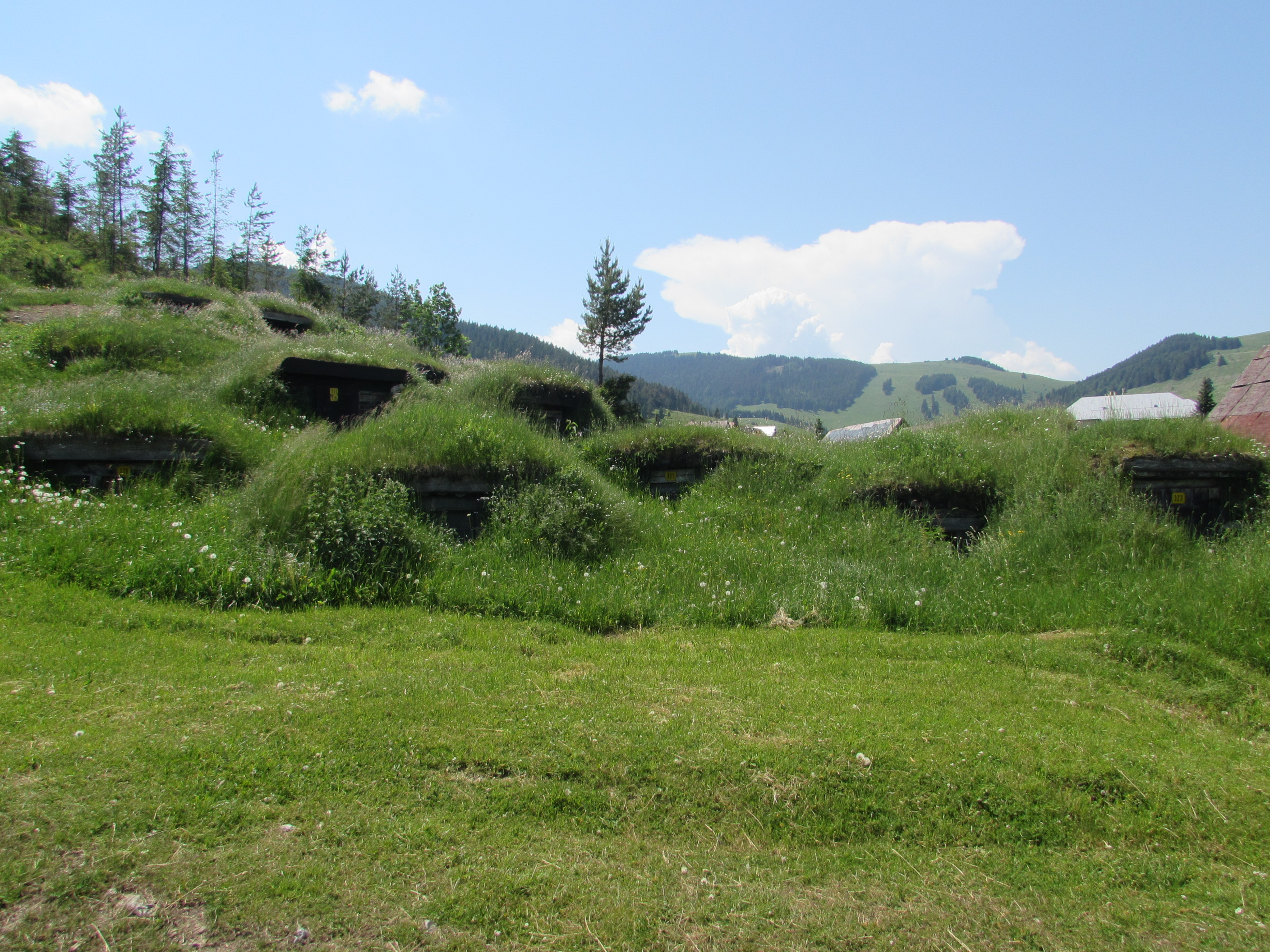
Kartoffellager im Hang der Niederen Tatra beim Dorf Liptovská Teplička

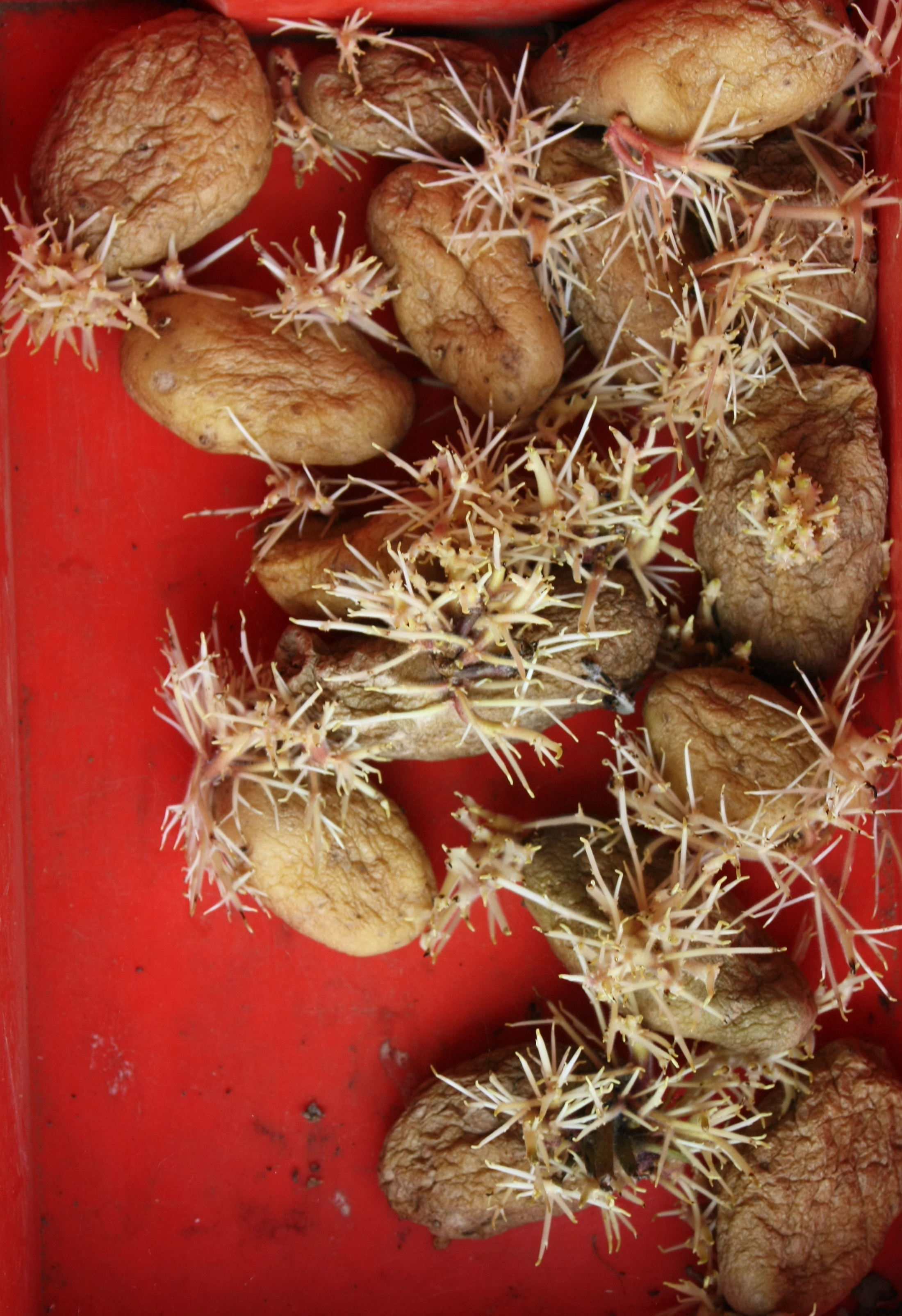
Kartoffeln mit stark entwickelten Dunkelkeimen. Ziel der Kartoffellagerung ist es, die Keimruhe der Kartoffeln möglichst lange aufrechtzuerhalten.

Damit Kartoffeln das gesamte Jahr über zur Verarbeitung und zum Verzehr zur Verfügung stehen, wird einerseits auf Ware aus Anbaugebieten mit anderen klimatischen Bedingungen zurückgegriffen, andererseits aber auch in bedeutendem Umfang die hiesige Ernte eingelagert. Da ein Keimen der Kartoffeln im Lager den Stoffwechsel in den Knollen verstärkt und zu einer Veränderung der Inhaltsstoffe führt, ist es das Hauptziel, das Keimen zu unterdrücken. Der Apotheker Christian Friedrich Dettweiler (* 1915), der Sohn von Friedrich Dettweiler, erfand ein Verfahren zur Keimungshemmung der Kartoffel, das 1943 patentiert wurde. Daneben soll eine Infektion mit Pilzen oder Bakterien oder Schädlingsbefall verhindert werden. Die Lagerverluste können bezogen auf das Gewicht bei günstigstenfalls 4 % liegen, bei einem Verderb aber auch die komplette eingebrachte Ernte ausmachen. Selbst unter günstigsten Bedingungen findet aufgrund des fortlaufenden Stoffwechsels in den Kartoffelknollen ein allmählicher Abbau der Stärke in Zucker und letztlich Kohlendioxid statt.
Bei professioneller Lagerung werden die Kartoffeln zunächst allmählich (höchstens ein bis zwei °C pro Tag) heruntergekühlt und abgetrocknet. Die Knollen haben den geringsten Stoffwechsel bei einer Lagertemperatur von 3 °C. Derart niedrige Temperaturen bedingen allerdings eine erhöhte Zuckerproduktion, was für die Verwendung der Knollen zur Nahrungsmittelproduktion ungünstig ist. Die Aufbewahrung von Speisekartoffeln erfolgt daher in dunklen, gut belüfteten Lagerstätten bei 5 °C bis 10 °C und etwa 90 % Luftfeuchtigkeit. Kartoffeln aus konventioneller Landwirtschaft werden überdies zur Unterstützung der Lagerungsziele verbreitet mit Keimhemmungsmitteln (v. a. Chlorpropham) und Fungiziden behandelt, was durch den Zusatz „nach der Ernte behandelt“ auf dem Etikett gekennzeichnet wird. Bei Ware, die nach der EG-Öko-Verordnung oder strengeren Kriterien am Markt angeboten werden soll, ist das nicht erlaubt. Die Lagerung von Pflanzkartoffeln dagegen erfolgt sortenabhängig entweder bei Temperaturen von 2 bis 3 °C oder 6 bis 7 °C. Seit 2019/2020 ist Chlorpropham in der EU nicht mehr als Keimhemmungsmittel zugelassen.
Überhöhte Lagertemperaturen und Lichteinfall begünstigen das Keimen und Grünwerden der Knollen und damit die Bildung giftigen Solanins. Zu trockene Lagerung lässt die wasserhaltigen Knollen welken, ebenso gilt es Schimmelbildung durch Feuchtigkeitsstau zu vermeiden. Des Weiteren verhindert eine niedrige Schütthöhe schädliche Druckstellen.
Ein gemeinsames Lagern mit Obst (wie etwa Äpfeln) wird zwar generell nicht empfohlen. Allerdings hat Ethylen, das unter anderem von Äpfeln ausgesondert wird, zwei gegenteilige Wirkungen: Einerseits regt es Kartoffeln anfänglich (in der endodormancy-Phase) zum Keimen an, wobei ein kurzfristiger Kontakt hierfür ausreicht; in der darauffolgenden Phase hingegen wirkt ein kontinuierlicher Kontakt mit Ethylen hemmend auf das Wachstum bereits bestehender Keime (ecodormancy). Kartoffeln, die bereits keimen oder bereits Kontakt mit Ethylen hatten, halten sich daher zusammen mit einem Apfel etwas länger.
Aufgrund der Anforderungen an Lagertemperatur und Luftfeuchtigkeit erfordert eine sachgemäße Kartoffellagerung vielfach künstliche Belüftung, Beheizung oder auch Kühlung. Dadurch ist das Lagern kostenintensiv.
Bis etwa in die 1960er Jahre war eine Kartoffelkiste in den meisten deutschen Haushalten obligatorisch. Diese war luftig und möglichst lichtdicht aus Holz gefertigt und vorzugsweise im kühlen und dunklen Keller aufgestellt. Zur Erntezeit ließ man sie vom örtlichen Landwirt mit dem Jahresbedarf befüllen. Abgerechnet wurde noch in der alten Einheit Zentner (50 kg), die ein Transportsack wog. Im Laufe des Jahres wurden die Kartoffeln schrumpelig und keimten. Mit der ganzjährigen Verfügbarkeit von Kartoffeln im Handel verschwinden die Kisten zunehmend.

## Verwendung

### Überblick

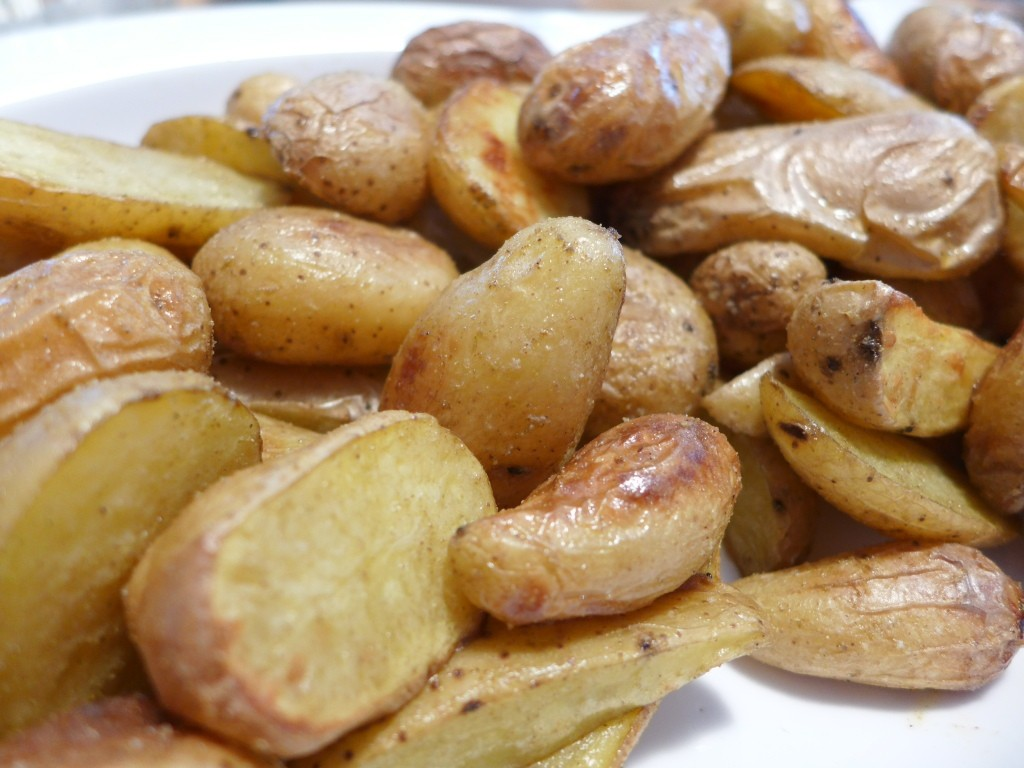
Kartoffelspalten (Wedges)

Kartoffeln finden Verwendung als Nahrungs- und Futtermittel sowie zur Herstellung von Stärke und Alkohol. In Deutschland wurden fast 60 % der Kartoffelernte im Jahr 2005 unmittelbar als Nahrungsmittel verwendet. Etwa 30 % der Kartoffelernte wurden für die Herstellung von Stärke und etwa 4 % für die Ethanolgewinnung genutzt. Weitere 6 % dienten als Saatgut und 1,2 % als Futtermittel.

### Speisekartoffeln
Seit Ende des Zweiten Weltkriegs werden in Deutschland immer weniger Kartoffeln konsumiert. Der Verbrauch hat sich mehr als halbiert. Die Nahrungsmittelindustrie bringt vermehrt Fertiggerichte aus Kartoffeln auf den Markt. So steigt der Konsum von Kartoffelchips, Pommes frites, Kroketten, Fertig-Rösti und Kartoffelpüree aus Trockenflocken. Als Beilage werden jedoch häufig Alternativen wie Reis und Teigwaren gewählt, deren Zubereitung einfacher ist.
Der durchschnittliche Kartoffelverbrauch je Einwohner verringerte sich in Deutschland von 70 kg im Jahr 2000 auf 57 kg im Jahr 2010.
In Deutschland erfolgt das Inverkehrbringen von Kartoffeln in den Handel seit 1956 nach den sogenannten Berliner Vereinbarungen. Im Jahr 2010 wurden diese Bestimmungen letztmals aktualisiert. Sie legen unter anderem standardisierte Größensortierungen und weitere Qualitätsmerkmale fest.
Kartoffeln haben einen hohen glykämischen Index. Eine kanadische Studie zeigte, dass Kinder dennoch bis zu 40 % weniger Nahrungsenergie zu sich nehmen, wenn zu einer Mahlzeit Kartoffelmus als Beilage gereicht wird, und dass die Glucose- und Insulinwerte nach dem Essen geringer sind, wenn die Beilage aus Pommes frites bestand (jeweils im Vergleich zu Nudel- und Reisgerichten).

### Futterkartoffeln
Seit dem 19. Jahrhundert werden in Mitteleuropa Schweine kaum noch in den Wald und auf die Weide getrieben, sondern im Stall gehalten. Die für die Ernährung der Schweine ehedem wichtige Eichel und anderes Futter aus dem Wald wurden zunächst überwiegend durch die kostengünstigere Kartoffel ersetzt (mit Ausnahme der Schweine zur Herstellung von Spezialitäten wie dem Jamón Ibérico de Bellota). In den letzten Jahrzehnten werden immer mehr Mastmittel auf dem Weltmarkt eingekauft. Gegen die niedrigen Weltmarktpreise des meist in Entwicklungsländern produzierten Soja hat die im Inland angebaute Kartoffel einen schweren Stand. Da die Fütterung mit Kartoffeln im Vergleich zur Getreidefütterung aufwendiger ist, wurde sie in Deutschland zwischen 1970 und 1992 bedeutungslos.

### Stärkekartoffeln
Kartoffeln gehören zu den Stärkepflanzen, die Organe mit einem hohen Gehalt an Stärke besitzen. Stärke ist ein wichtiger Bestandteil der menschlichen und tierischen Ernährung. Zudem kann die Stärke als nachwachsender Rohstoff sowohl stofflich als auch energetisch genutzt werden.
In Deutschland wurden im Jahr 2008 rund 1,53 Millionen Tonnen (Europa: 9,4 Millionen Tonnen) Stärke produziert. Dabei stammten 42 % der produzierten Stärke aus der Kartoffel. In Europa ist der Anteil der Kartoffel an der Stärkeproduktion mit 16 % bzw. 1,5 Millionen Tonnen geringer.
Ein Teil der Stärke wird in aufgereinigter Form gewonnen und in der Nahrungsmittelindustrie sowie für stofflich genutzt. Stärke besteht – je nach Art – zu unterschiedlichen Anteilen aus dem verzweigten Amylopektin und der linearen (unverzweigten) Amylose. Da die Industrie überwiegend Amylopektin benötigt, werden Stärkepflanzen mit möglichst hohem Amylopektingehalt bevorzugt. In Deutschland verwendet die Papier- und Wellpappeindustrie jährlich etwa 50.000 bis 60.000 Tonnen native Kartoffelstärke mit hohem Amylopektingehalt, während mehr als 250.000 Tonnen für die Herstellung modifizierter Stärken (vor allem Dextrine, Stärkeester und -ether) genutzt werden. Diese Modifikate werden zu etwa 50 % in der Papierindustrie als Papierstärke genutzt, weitere 17 % gehen in die Produktion von Pappen und Klebstoffen. Das verbleibende Drittel wird von der Lebensmittelindustrie genutzt, vor allem für Fruchtzubereitungen und Milchprodukte.

## Regionale Namen
Es bestehen zahlreiche Regionalnamen für die Kartoffel.
- Der Typus Kartoffel ist ganz überwiegend norddeutsch und teilweise mitteldeutsch. Hierzu gehört sprachgeschichtlich auch niederdeutsch Tüfte oder Tüffel.
- Im Südosten des deutschen Sprachgebiets (Österreich, Bayern, Teile Thüringens und Sachsens) sowie am Niederrhein gilt der Typus Erdapfel. Hierzu gehörende Lautvarianten sind Ärpel, Erpfel (insbesondere im vogtländischen) sowie um Köln Äädappel.
  - Sprachlich schließt sich an diesen Typus ganz im Süden des deutschen Sprachgebiets (Schweiz, Südbaden, Oberelsass) der Typus Herdapfel an; Herd ist ein alemannisches Wort für „Erde, Erdboden“. Die mundartlichen Realisierungen sind Härdöpfel, Härdepfel, Hördöpfel, Häärpfel, Häärepfel.
- Im Südwesten des deutschen Sprachgebiets (von der Schweiz [veraltet] und Vorarlberg über Elsass, Baden-Württemberg, Rheinland-Pfalz, Saarland bis Luxemburg), aber auch im Burgenland herrscht der Typus Grundbirne. Die hierhergehörigen Mundartwörter sind Gromper, Grombiera, Grumbeer(e), Grumbiere, Grundbirn, Krumbeer, Krumbiir, Krumper.
  - Sprachlich schließen hier die Typen Erdbirne (mundartlich Aberne, Aper, Arber, Arbiern, Erbir, Erdbirn, Erper, unter anderem in Sachsen und Württemberg), Herdbirne (mit Herd „Erde, Erdboden“; mundartlich Häppere, Häppiir, Ä(r)pire, Härperu in Teilen der Schweiz) und Bodenbirne (im Allgäu) an.
- Lokal in der Schweiz (besonders Schwyz und Uri) sagt man Gum(m)el oder in der Verkleinerungsform Gum(m)eli.
- Verstreut finden sich auf Spanisch patata zurückgehendes Bodaddn und (ostfränkisch) Bodaggn (Potacke).
- Bramburi im Norden Niederösterreichs stammt vom tschechischen brambor, das seinerseits auf den Landesnamen „Brandenburg“ zurückgeht.
- Weitere Mundartwörter verschiedener Herkunft sind Flezbirn, Grübling, Eachtling (Salzburger Lungau), Knolle/Knulle (im südöstlichen Brandenburg), Nudel (Vorpommern), Bulwe, Kästen, Pipper (Raum Kleve), Schucke und Schrumpern (um Daun und Gerolstein).

Das Wort Grumbier hat sich auch in den südslawischen Sprachen verbreitet: auf Slowenisch und Serbokroatisch heißt die Kartoffel krompir bzw. krumpir. Kumpir ist auch ein türkisches Gericht, das vor allem aus großen Kartoffeln besteht. Im Ungarischen existiert neben der offiziellen Bezeichnung burgonya für die Kartoffel auch der Ausdruck krumpli.
Im Russischen (kartofel, kartoška) und Polnischen (kartofel) wurde dagegen „Kartoffel“ als Fremdwort übernommen, wobei in Polen auch der Begriff ziemniak (Erdling) verbreitet ist. Das tschechische brambor leitet sich hingegen von Braniborsko ab, tschechisch für Brandenburg, von wo aus die Kartoffel einst nach Böhmen eingeführt wurde.
Die Triebe von gelagerten Kartoffeln werden als Augen bezeichnet.

## Die Kartoffel im Gedicht
Zahlreiche Gedichte haben die Kartoffel zum Gegenstand. Bekannt ist vor allem das Kartoffellied von Matthias Claudius, aber auch die Gedichte Die Kartoffelernte von Johann Heinrich Voß aus dem Jahre 1794, von Hoffmann von Fallersleben, der die Kartoffel sogar im Gedicht Märkische Nationalhymne würdigte, und vom Lyriker Ludwig Eichrodt das Kartoffellied.

## Giftpflanze des Jahres
In Deutschland wurde die Kartoffel im Jahr 2022 zur Giftpflanze des Jahres (2022) vom Botanischen Sondergarten gewählt, da die Pflanze in den oberirdischen Teilen das giftige Solanin enthält.